# Nazionale maschile di calcio dell'Uruguay
La nazionale di calcio dell'Uruguay (in spagnolo Selección de fútbol de Uruguay) è la rappresentativa calcistica dell'Uruguay ed è posta sotto l'egida dell'Asociación Uruguaya de Fútbol.
Soprannominata la Celeste, figura al secondo posto nella graduatoria delle nazionali per numero di trofei vinti con 19 allori in bacheca, avendo vinto 2 campionati mondiali, 15 Coppe America e 2 tornei olimpici. Nelle 2 Confederations Cup a cui ha partecipato, nel 1997 e nel 2013, ha ottenuto il quarto posto. È stata la prima ad aver organizzato e vinto un campionato mondiale di calcio, ha raggiunto per 3 altre volte la semifinale del mondiale (1954, 1970 e 2010) e in Coppa America ha ottenuto 6 secondi posti, 9 terzi posti e 5 quarti posti, per un totale di 35 piazzamenti nei primi quattro posti (uno in meno dell'Argentina) in 46 partecipazioni alla competizione (primato). È stata, inoltre, finalista nella la Coppa Artemio Franchi 1985, prima edizione della competizione che mette di fronte le squadre detentrici della Coppa America e del campionato europeo.
La nazionale uruguaiana detiene anche un primato molto particolare: ha vinto tutti i tornei internazionali organizzati in casa, ovvero il Mondiale del 1930 e le Coppe America del 1917, 1923, 1924, 1942, 1956, 1967 e 1995, oltre al Mundialito del 1980-1981. A livello giovanile le nazionali uruguaiane hanno ottenuto un primo posto (2023) e due secondi posti nella Coppa del mondo Under-20 (1997, 2013) ed uno nella Coppa del mondo Under-17 (2011).
I migliori risultati a livello internazionale li ha ottenuti tra gli anni venti e gli anni cinquanta del XX secolo, quando vinse due mondiali e due tornei olimpici, oltre a svariati titoli continentali. Nel 2010 chiuse il mondiale sudafricano al quarto posto, risultato che non raggiungeva da quarant'anni. Nel 2011 vinse la Coppa America sedici anni dopo il suo ultimo successo.
Nella graduatoria FIFA, in vigore dall'agosto 1993, occupa il 11º posto.

## Storia

### Gli albori

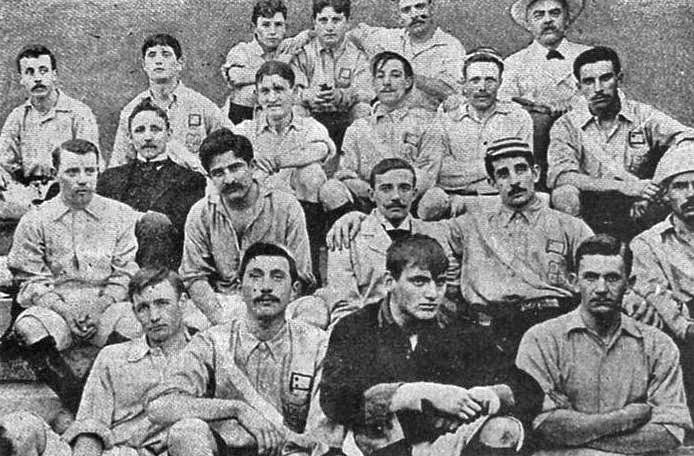
Buenos Aires, 13 settembre 1903. Le nazionali di Uruguay e Argentina posano per una foto di gruppo prima dell'amichevole in programma quel giorno: vincerà l'Uruguay per 3-2 e per la futura Celeste sarà la prima vittoria della sua storia.

Gli esordi della nazionale uruguagia coincidono con l'inizio della storia del calcio internazionale in Sudamerica. Nel 1901, per la prima volta in America Latina (e anche nel mondo, al di fuori delle Isole britanniche), si affrontano due nazionali di calcio: il 16 maggio l'Uruguay sfida l'Argentina, che si impone di misura (2-3). La prima partita ufficiale per l'Uruguay è Uruguay-Argentina, giocata il 20 luglio 1902 a Montevideo e vinta per 6-0 dagli argentini.
Negli anni a venire le sfide con la selezione albiceleste sarebbero state numerosissime, dando vita a quella fiera rivalità che avrebbe sempre diviso le due nazionali: teatro dei confronti tra Uruguay e Argentina sono soprattutto la Copa Lipton e la Copa Newton, contese tra le due selezioni rispettivamente dal 1905 e dal 1906. Quando nel 1916 si disputa per la prima volta la Coppa America, l'Uruguay ha all'attivo 35 partite giocate, di cui 34 contro gli argentini. La sola gara fino ad allora disputata contro una squadra diversa era stato l'incontro della Copa Centenario Revolución de Mayo contro il Cile, giocatosi il 2 maggio 1910 a Buenos Aires e vinto 3-0 dalla Celeste.

### Gli anni dieci: i primi titoli internazionali

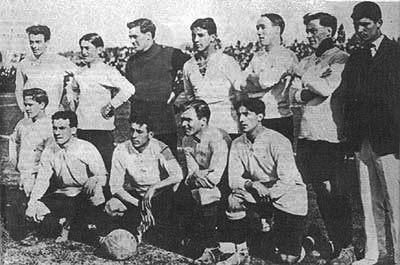
L'Uruguay vincitore del Campeonato Sudamericano del 1917. In piedi da sinistra a destra: Pacheco, Vanzzino, Saporiti, Rodríguez, Varela, Foglino e l'allenatore Platero. Accosciati: Pérez, H. Scarone, Romano, C. Scarone e Somma.

Gli anni dieci del XX secolo portano notevoli progressi nel panorama calcistico in Uruguay. Il campionato nazionale è ancora dilettantistico, ma i maggiori club uruguaiani dell'epoca (Montevideo Wanderers, River Plate, Nacional e C.U.R.C.C., il futuro Peñarol) già arricchiscono le proprie file di giocatori di spicco. Calciatori come Alfredo Foglino, Isabelino Gradín, José Piendibene e Ángel Romano (tanto per citarne alcuni), nomi divenuti leggendari nella storia del calcio uruguaiano, andranno a formare l'ossatura della Celeste, che nel 1916 gioca il suo primo grande torneo internazionale.
Quell'anno la CONMEBOL organizza la prima edizione della Coppa America (che all'epoca prende il nome di "Campeonato Sudamericano de Football") in Argentina. Vi prendono parte le nazionali delle quattro federazioni all'epoca affiliate alla CONMEBOL, cioè Uruguay, Argentina, Brasile e Cile. L'Uruguay, guidato dall'allenatore-giocatore Foglino, esordisce con un sonante 4-0 ai danni del Cile, grazie alle doppiette di Gradín e di Piendibene. Sconfigge quindi il Brasile 2-1 (gol di Gradín e di Tognola), per poi amministrare il vantaggio di 1 punto in classifica sull'Argentina (che aveva battuto i cileni, ma pareggiato coi brasiliani) con uno 0-0. Si tratta del primo grande successo della Celeste, oltretutto ottenuto in casa della grande rivale Argentina.
L'anno dopo l'Uruguay viene incaricato di ospitare l'edizione 1917 del Campeonato Sudamericano de Football. La Celeste, passata ora sotto la guida di Ramón Platero, può contare sulla classe di Romano e dei fratelli Carlos ed Héctor Scarone e vince nettamente il torneo, battendo le avversarie (le solite di un anno prima) e chiudendo prima con 3 vittorie su 3 e 9 gol fatti contro nessuno subito.
I due successi consecutivi elevano l'Uruguay al rango di grande potenza calcistica sudamericana. Due anni dopo, nel 1919, la Celeste sfiora il terzo trionfo consecutivo in Brasile, ma viene superata dai padroni di casa nello spareggio, dopo ben 4 tempi supplementari.

### I gloriosi anni venti

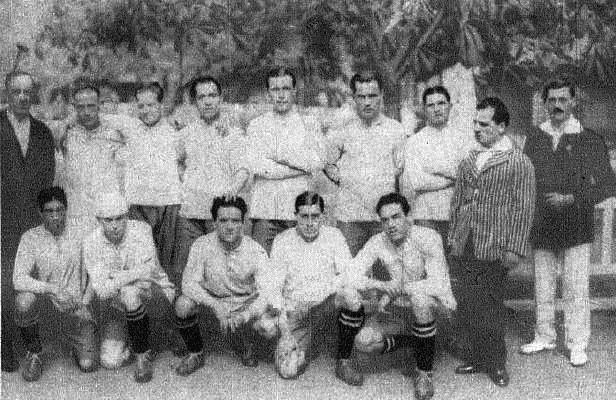
L'Uruguay campione sudamericano nel 1920.

Il secondo decennio del Novecento si apre con un nuovo successo della Celeste. Nel 1920 il Cile organizza la quarta edizione del Campeonato Sudamericano de Football e l'Uruguay si presenta nuovamente come grande favorita. La Celeste, che nel frattempo si è arricchita anche dell'estro della giovane ala José Pérez, impatta all'esordio 1-1 contro l'Argentina, ma poi si impone sul Brasile, infliggendo alla Seleção una pesante sconfitta, un perentorio 6-0. L'Uruguay non è ancora sazio e nella terza ed ultima partita supera per 2-1 i padroni di casa del Cile. Il successo vale il primo posto e la terza vittoria continentale.
Nel Campeonato Sudamericano de Football 1921 è l'Argentina a vincere il torneo. Nell'edizione del 1922 in Brasile, l'Uruguay, pur giunto primo nel girone unico a pari merito con il Brasile e il Paraguay, abbandona il torneo (così rinunciando a disputare il play-off per il titolo) in segno di protesta contro Pedro Santos, arbitro brasiliano della partita contro i paraguaiani.
Il riscatto della Celeste arriva però ben presto. Nel 1923 il Campeonato torna in Uruguay. La Celeste, allenata da Leonardo De Lucca, si è nel frattempo arricchita di grandi campioni che la renderanno una delle nazionali più forti di sempre: Pedro Cea, Andrés Mazali, Pedro Petrone, José Nasazzi e José Leandro Andrade, unitamente al veterano Héctor Scarone. Essi costituiranno la base di una squadra destinata a dominare, negli anni seguenti, il calcio sudamericano e mondiale. Il Campeonato Sudamericano de Football 1923 è un monologo dei padroni di casa, che vincono nuovamente tutte le partite e si aggiudicano il trofeo per la quarta volta nella loro storia.
Il successo continentale dà inoltre all'Uruguay il visto per giocare la sua prima grande rassegna del calcio mondiale, il torneo di calcio ai Giochi olimpici di Parigi 1924. Se a livello continentale la Celeste è all'epoca la massima potenza calcistica, nel resto del mondo, specie nella vecchia Europa, è pressoché sconosciuta. Grande è, dunque, l'occasione per mostrare anche al mondo la classe dei giocatori uruguaiani.

#### Il primo titolo olimpico nel 1924

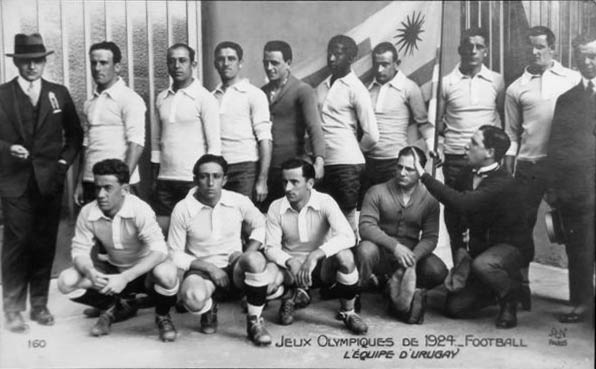
L'Uruguay campione olimpico 1924

Uruguay - Svizzera  
Uruguay: Mazali; Nasazzi (C), Arispe, Andrade, Vidal; Ghierra, Urdinarán, Scarone, Petrone; Cea, Romano. Allenatore: Fígoli.
Svizzera: Pulver; Reymond, Ramseyer, Oberhauser, Schmiedlin (C); Pollitz, Ehrenbolger, Pache, Dietrich; Abegglen II, Fässler. Allenatore: Duckworth.
Arbitro: Slawick ( Francia)
Marcatori: 27' Petrone, 63' Cea, 81' Romano.
Spettatori: 41.000
Il primo problema per la nazionale uruguaiana, in vista del torneo olimpico del 1924, non è la levatura degli avversari d'oltreoceano, ma la mancanza di denaro. All'epoca i viaggi transoceanici si fanno in nave e sono assai costosi. Per di più i giocatori sono ancora dilettanti e scarsi sono i mezzi di cui le formazioni calcistiche dispongono, in un'epoca nella quale si gioca più che altro per passione ed amore di questo sport.
Nonostante la scarsezza di mezzi, l'AUF non vuole impedire ai propri calciatori di partecipare al torneo olimpico. Il maggiore sforzo lo fa Atilio Narancio, dirigente federale e delegato del Nacional, che costituisce un'ipoteca sulla propria casa per acquistare i biglietti (di terza classe) per il viaggio in nave dall'Uruguay alla Spagna. Una volta arrivati qui, gli uruguaiani dovranno guadagnarsi il viaggio fino a Parigi, facendo tappa in varie città dove dovranno giocare e vincere contro rappresentative locali. La Celeste riesce nell'impresa (9 vittorie in altrettante gare disputate) e giunge a Parigi in tempo per l'apertura dei giochi.
La formula del torneo olimpico prevede un primo turno ad eliminazione diretta, poi ottavi, quarti di finale, semifinali e finali (per il bronzo e per l'oro). L'Uruguay dovrà giocare fin dal primo turno e viene abbinato alla Jugoslavia, una delle migliori selezioni europee del tempo. Gli slavi godono dei favori del pronostico, ma per non rischiare brutte sorprese inviano alcuni osservatori a visionare l'allenamento dell'Uruguay. I calciatori uruguaiani se ne accorgono e iniziano a fingere di commettere errori clamorosi, sbagliando passaggi, scontrandosi tra sé e calciando malamente il pallone. Gli osservatori se ne vanno soddisfatti già dopo pochi minuti: «Fanno tenerezza, questi poveri ragazzi venuti da tanto lontano», riferiranno al loro ritorno all'allenatore slavo.

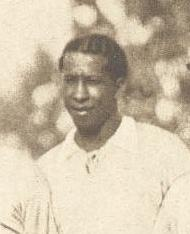
José Leandro Andrade, leader della nazionale uruguaiana tra gli anni '20 e gli anni '30

Lo storico esordio della Celeste (guidata ora da Ernesto Fígoli) al torneo olimpico di calcio va in scena il 26 maggio allo stadio olimpico Yves du Manoir (meglio noto come "Colombes") di Parigi. Prima della partita si concretizza l'ennesima prova della scarsa reputazione dell'Uruguay in Europa: sul pennone la bandiera nazionale viene issata al contrario, mentre la banda suona addirittura l'inno brasiliano. Ma una volta scesi in campo, calciatori della Celeste, ribaltano completamente ogni pronostico e stravincono contro la Jugoslavia con un pesantissimo 7-0.
Quattro giorni dopo, agli ottavi, la Celeste batte anche gli Stati Uniti (3-0) e ottiene così il lasciapassare per i quarti, dove affronterà i padroni di casa della Francia. I transalpini sono tra i favoriti per l'oro, ma gli uruguaiani dimostrano di essere di tutt'altra pasta: Scarone, Petrone (autori di una doppietta ciascuno) e Romano fissano il punteggio su un nettissimo 5-1 per la Celeste.
In semifinale l'Uruguay supera 2-1 i Paesi Bassi, proiettandosi così in finale. Qui, il 9 giugno, la Celeste trova la Svizzera di Max Abegglen, ma anche qui si dimostra più forte: Petrone, Cea e Romano fissano il punteggio finale sul 3-0, che regala all'Uruguay la prima medaglia d'oro (e, in generale, la prima medaglia olimpica) della sua storia.
Mentre gli uruguaiani celebrano il trionfo, gli avversari sono increduli. Le contromosse per bloccare questa nuova potenza calcistica, capace di superare con tanta facilità le nazionali europee, partono anche da assunti poco veritieri. Ne danno la prova Inghilterra, Austria, Ungheria e Cecoslovacchia, che accusano l'Uruguay di essere stato in ritiro per oltre 2 mesi, sostenendo grosse spese e violando per questo il requisito, all'epoca fondamentale ai Giochi Olimpici, del dilettantismo. Le 4 nazionali suddette non parteciperanno per protesta alla successiva edizione del torneo olimpico di calcio, ma le loro accuse sono infondate: se il ritiro uruguaiano è durato così tanto, è stato per la lunga traversata oceanica; e lo stesso denaro speso è stato frutto delle gare disputate dall'Uruguay nel suo viaggio dalla Spagna a Parigi, senza le quali i sudamericani non avrebbero avuto i mezzi per raggiungere la capitale francese.

#### I nuovi successi continentali (1924-1928)

L'Uruguay campione sudamericano nel 1926. Da sinistra a destra, in piedi: Scarone, Fernández, Andrade, Urdinarán, Batignani e Vanzzino. Accosciati: Nasazzi, Recoba, Borjas, Castro e Saldombide.

Il 1924 non ha ancora finito di regalare successi alla Celeste. Dal 12 ottobre al 2 novembre l'Uruguay è di nuovo Paese organizzatore del Campeonato Sudamericano, anche se le spese di questa edizione sono a carico del Paraguay (incaricato dell'organizzazione dalla CONMEBOL, ma privo delle infrastrutture necessarie). Gli uruguaiani, sulla cui panchina siede ora Ernesto Meliante, esordiscono con un netto 5-0 sul Cile, per poi battere 3-1 il Paraguay nella seconda partita. La Celeste giunge all'ultima sfida con un punto in più dell'Argentina e le basta un pareggio per vincere il titolo: il match si chiude sullo 0-0 e l'Uruguay fa suo il quinto titolo continentale.
L'anno seguente per la prima volta l'Uruguay non prende parte al Campeonato: pesanti dissidi interni all'AUF (degenerati addirittura nella creazione, a seguito della scissione da parte di 32 club, di un'altra federazione, la Federación Uruguaya de Fútbol) fanno bloccare il campionato e costringono il ritiro della nazionale dal torneo continentale.
L'Uruguay torna comunque nell'edizione 1926 in Cile, quando può contare sull'apporto di un altro grande della storia del calcio mondiale, Héctor Castro. El Manco sigla 6 gol nel torneo continentale e, insieme a Scarone (anch'egli autore di 6 gol), guida la Celeste nella sua marcia inarrestabile: 4 vittorie in altrettante partite e sesto titolo sudamericano.
Nella successiva edizione, nel 1927 in Perù, l'Uruguay trova una fiera avversaria nell'Argentina di Luna e Carricaberry. Le due nazionali giungono alla gara decisiva a pari punti e a 5 minuti dal termine pareggiano 2-2. All'85' un autogol del proprio difensore centrale Canavessi fa perdere l'Uruguay.
Fortunatamente per la Celeste, per il torneo di calcio alle Olimpiadi di Amsterdam 1928 il Sudamerica ha diritto a 3 posti, che vengono assegnati alle prime due classificate (Argentina, Uruguay), più un'altra squadra (Cile).

#### Il secondo titolo olimpico nel 1928
Uruguay - Argentina 
Uruguay: Mazali; Nasazzi (C), Arispe, Andrade, Píriz; Gestido, Arremón, Scarone, Borjas; Cea, Figueroa. Allenatore: Giannoti.
Argentina: Bossio; Bidoglio, Paternoster, Medici, Monti (C); Evaristo, Carricaberry, Tarasconi, Ferreira; Perducca, Orsi. Allenatore: Lago Millán.
Arbitro: Mutters ( Paesi Bassi)
Marcatori: 17' Figueroa, 28' Monti, 73' Scarone.
Spettatori: 28.113

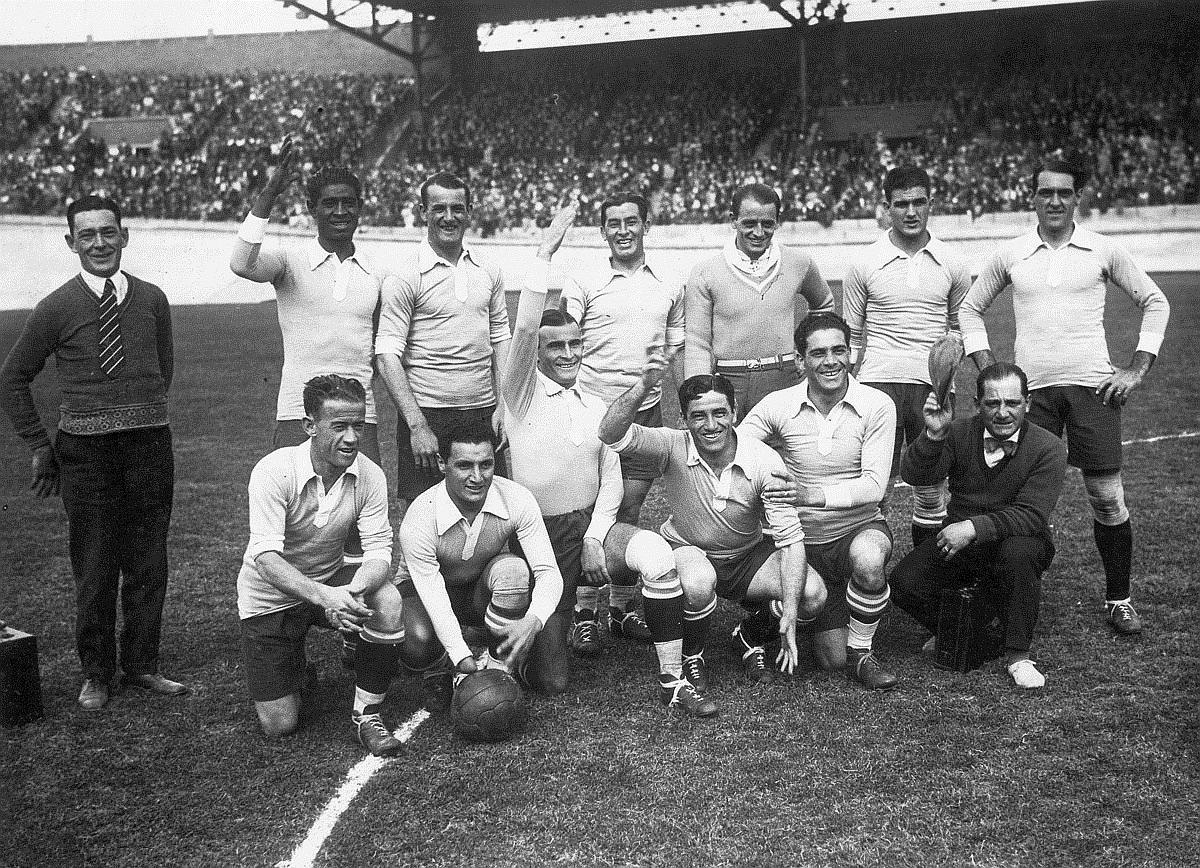
L'Uruguay campione olimpico 1928.

La seconda avventura olimpica della Celeste, sulla cui panchina è nel frattempo giunto Primo Giannotti, prende avvio il 30 maggio 1928. Allo Stadio Olimpico di Amsterdam i primi avversari sono i Paesi Bassi padroni di casa: il fattore campo non basta ai tulipani, che vengono superati per 2-0 dall'Uruguay.
Il 3 giugno la Celeste estromette nei quarti la Germania (4-1), mentre in semifinale, quattro giorni dopo, è l'Italia a cadere di fronte ai sudamericani, salvi anche grazie ad un fallo di mani in area non fischiato. Gli azzurri riescono a segnare due gol con Baloncieri e Levratto, ma Cea, Campolo e Scarone fissano il punteggio sul 3-2 che porta la Celeste alla sua seconda finale olimpica consecutiva.
Ad attendere l'Uruguay nella finalissima del 10 giugno c'è proprio la grande rivale Argentina. In una delle più avvincenti e combattute finali olimpiche di sempre, l'Uruguay prende l'iniziativa e nel primo tempo va in gol con Petrone. Nella ripresa tuttavia l'Argentina ritrova il pari con Ferreira, costringendo così la finale ad essere decisa ai supplementari. Il risultato però non si sblocca neanche qui e la gara viene ripetuta 3 giorni dopo, il 13 giugno. Le squadre hanno sulle gambe i 120 minuti della prima sfida, ma nessuna vuole perdere: la ripetizione si apre all'insegna dei gol, con l'uruguaiano Figueroa e l'argentino Monti (futuro azzurro) che fissano il punteggio sull'1-1. Nel secondo tempo entra in scena Scarone, che batte Bossio e regala all'Uruguay il 2-1 finale e la seconda medaglia d'oro olimpica. L'Uruguay rimarrà l'unica nazionale sudamericana ad aver vinto l'oro olimpico per 76 anni (dal 1928 al 2004), prima che l'Argentina vincesse ad Atene con la Nazionale olimpica, successo ripetuto nel 2008 a Pechino. Nel 2016 c'è stato il primo oro olimpico della nazionale olimpica brasiliana, ottenuto in casa, a Rio de Janeiro, poi bissato nel 2021 in Giappone (edizione posticipata di un anno per la pandemia da Covid 19). L'Uruguay tornerà a partecipare ad un torneo olimpico nel 2012, dopo ottantaquattro anni di assenza, con la propria nazionale olimpica. La squadra uruguaiana è stata eliminata in tale edizione al primo turno della competizione. I due ori ottenuti nel calcio dalla nazionale uruguaiana negli anni venti del ventesimo secolo rappresentano, ad oggi, gli unici ori olimpici conquistati da atleti uruguaiani.

### Il primo titolo mondiale nel 1930

L'Uruguay campione del mondo 1930. In piedi da sinistra a destra: Gestido, Nasazzi, Ballestrero, Mascheroni, Andrade, Fernández. Accosciati: Dorado, Scarone, Castro, Cea, Iriarte

Nel 1928 la FIFA decide l'istituzione del campionato mondiale di calcio e l'anno dopo affida l'organizzazione della prima edizione, in programma nel 1930, proprio all'Uruguay.
 Uruguay - Argentina 
Uruguay: Ballestrero; Nasazzi (C), Mascheroni; Andrade, Fernández, Gestido; Dorado, Scarone, Castro, Cea, Iriarte. Allenatore: Suppici.
Argentina: Botasso; Della Torre, Paternoster; J. Evaristo, Monti, Suárez; Peucelle, Varallo, Stábile, Ferreira (C), M. Evaristo. Allenatore: Olazar.
Arbitro: Langenus ( Belgio)
Marcatori: 12' Dorado, 20' Peucelle, 37' Stábile, 57' Cea, 68' Iriarte, 89' Castro.
Spettatori: 93.000
Il Paese sudamericano costruisce per l'occasione lo stadio del Centenario, all'epoca capace di ospitare oltre 100.000 spettatori. L'Uruguay, guidato da Alberto Suppici, è inserito nel terzo dei quattro gironi iniziali e il 18 luglio esordisce contro il Perù: Castro è il protagonista del giorno, segnando il gol partita (vinta per 1-0 dall'Uruguay), il primo realizzato dalla Celeste allo stadio del Centenario.
Tre giorni dopo l'Uruguay torna in campo contro la Romania. La sfida è decisiva per vincere il girone e superare il turno: la giovane ala destra Dorado e i bomber Scarone, Anselmo e Cea permettono alla Celeste di imporsi senza problemi con un perentorio 4-0.
In semifinale l'Uruguay ritrova la Jugoslavia, sconfitta sei anni prima e quindi pronta ad affrontare la Celeste con la massima attenzione. Al 4' Sekulić porta in vantaggio gli slavi, ma è solo un'illusione: una tripletta di Cea, una doppietta di Anselmo e un gol di Iriarte fissano il punteggio sul definitivo 6-1 per i padroni di casa.
La finale si disputa il 30 luglio al Centenario e di fronte all'Uruguay c'è l'Argentina. La partita, oltre che per l'elevata posta in palio, è sentitissima anche per la rivalità tra le due nazionali: così, mentre l'arbitro belga Langenus pretende un'assicurazione sulla vita in favore della propria famiglia e una nave pronta a salpare per l'Europa entro un'ora dal fischio finale, l'attaccante uruguaiano Anselmo, tra i più attesi alla vigilia, scappa dallo stadio, colpito da un attacco di panico. La gara si accende già al 12' minuto, quando Dorado porta in vantaggio l'Uruguay, beffando il portiere argentino Botasso con un tiro che gli passa sotto le gambe. L'Argentina reagisce e a metà primo tempo ribalta il punteggio con Peucelle e Stábile. Il primo tempo si chiude con l'Argentina in vantaggio per 2-1, ma nella ripresa l'Uruguay è trasformato. Guidato dal suo leader José Leandro Andrade, l'Uruguay coglie il pari al 57' con Cea, per poi portarsi in vantaggio 11 minuti dopo con Iriarte. A un minuto dalla fine Castro realizza il gol del 4-2 finale, che issa l'Uruguay sul tetto del mondo.

### I nuovi trionfi e la crisi degli anni quaranta (1930-1950)

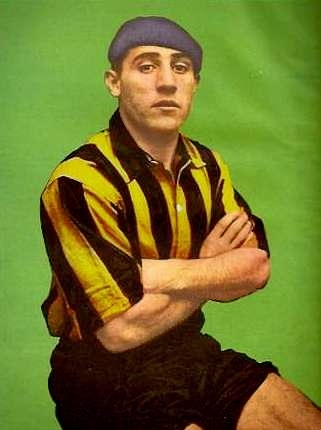
Severino Varela (qui con la maglia del Peñarol), tra i principali calciatori della nazionale uruguaiana nella seconda metà degli anni '30.

Subito dopo i mondiali del 1930, tra le federazioni calcistiche di Argentina e Uruguay i rapporti si raffreddano notevolmente. In particolare, gli argentini denunciano un clima intimidatorio che si sarebbe venuto a creare nei loro confronti, estrinsecatosi perfino con minacce di morte ai giocatori la notte prima della partita. In ogni caso le tensioni che nella prima metà degli anni trenta infiammano i rapporti tra le due maggiori potenze calcistiche sudamericane rendono difficile il lavoro della CONMEBOL, che solo nel 1935 riesce ad organizzare una nuova edizione del Campeonato Sudamericano in Perù. La Celeste è di nuovo la grande favorita: pur avendo perduto parte dei campioni di 5 anni prima, è ancora guidata dal veterano Héctor Castro e tra gli innesti può contare sulla classe del giovane Aníbal Ciocca, stella, insieme a Castro, del Nacional di Montevideo, che in quegli anni domina il campionato uruguaiano. L'Uruguay esordisce con un successo di misura sui padroni di casa del Perù (1-0), poi rifila un 2-1 al Cile. Grande avversaria è di nuovo l'Argentina, che la Celeste incontra nella gara conclusiva: ambedue le nazionali sono a punteggio pieno, ma nella sfida decisiva al vecchio Estadio Nacional di Lima, l'Uruguay regola la questione già nel primo tempo. Castro, Toboada e Ciocca fissano il punteggio finale sul 3-0, che regala alla Celeste il settimo titolo continentale.
Gli anni a seguire, però, saranno sterili di successi per l'Uruguay. L'anno dopo non può difendere il titolo olimpico ai Giochi di Berlino (nel 1932 ai Giochi di Los Angeles non si era disputato il torneo calcistico), poiché, pur avendone pieno diritto (grazie alla vittoria del Campeonato Sudamericano de Football 1935), la federazione uruguaiana decide di non mandare la squadra per motivi economici.

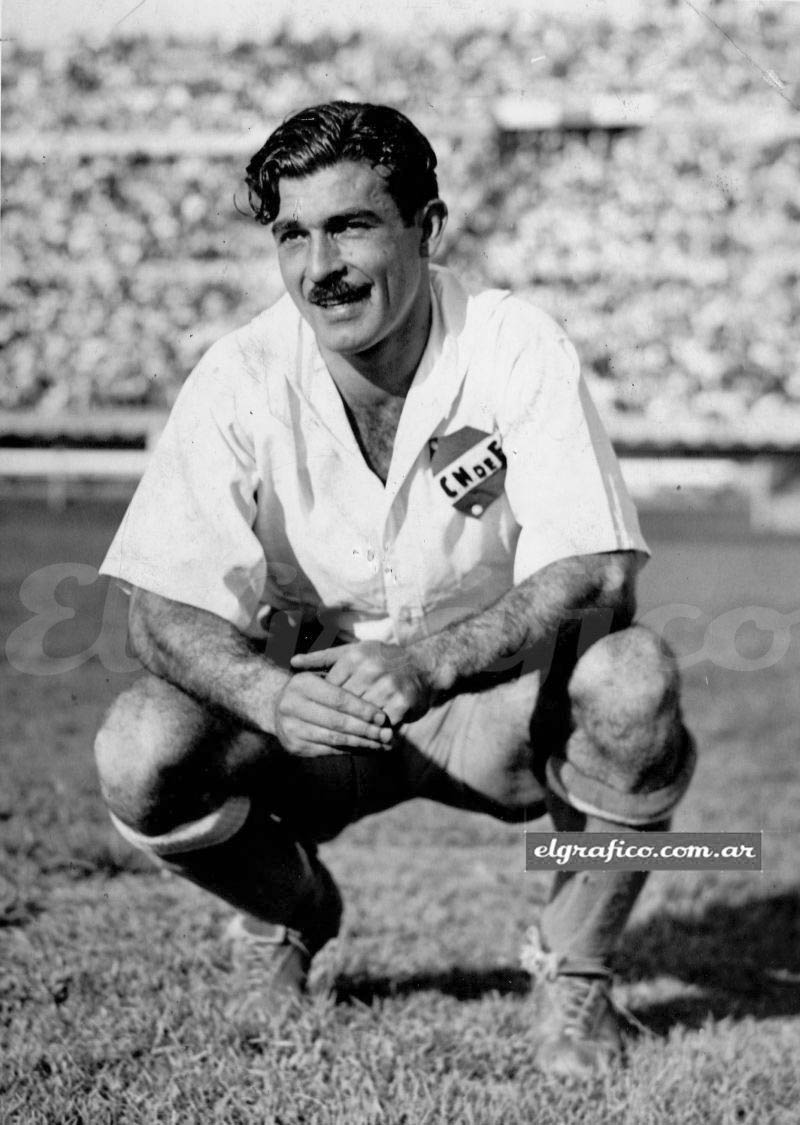
L'argentino naturalizzato uruguaiano Atilio García (qui con la maglia del Nacional), tra i più prolifici attaccanti di tutti i tempi. Il suo impiego nel Campeonato Sudamericano 1945 non bastò, tuttavia, alla Celeste per vincere il titolo.

Analogo destino era accaduto due anni prima, nel 1934, in occasione dei mondiali italiani: l'AUF, per protesta contro la scarsa presenza delle nazionali europee ai mondiali disputati in Uruguay nel 1930, aveva deciso di non mandare la nazionale in Italia: sarebbe stata l'unica volta nella storia del mondiale di calcio nella quale si registrava l'assenza della squadra campione in carica.
E pure nel 1938, in vista dei mondiali francesi, l'Uruguay non si presenterà ai nastri di partenza delle qualificazioni mondiali, rinviando ulteriormente il proprio ritorno al torneo iridato.
In Sudamerica le cose non vanno meglio. Dopo il Campeonato 1937 in Argentina, l'Uruguay sembra poter tornare al successo nell'edizione 1939 in Perù. Guidata dai gol di Severino Varela, l'Uruguay giunge a punteggio pieno all'ultima sfida, quella decisiva con i padroni di casa peruviani. Sulla carta non c'è confronto, ma il fattore campo stavolta gioca un ruolo decisivo: il Perù si impone a sorpresa per 2-1 e fa suo il trofeo continentale per la prima volta.
Nel 1941, nell'edizione in Cile, l'Uruguay fallisce nuovamente nel tentativo di riconquistare il Campeonato Sudamericano. La squadra è forte, con Severino e Obdulio Varela, Gambetta, Porta e Rivero che formano l'ossatura della selezione allenata dalla vecchia gloria Pedro Cea. L'Uruguay perde una sola gara, quella contro l'Argentina (0-1) ma per la Celeste quel risultato risulterà decisivo.
Nel 1942 l'Uruguay torna ad organizzare il Campeonato Sudamericano. Stavolta la Celeste, che ripropone grosso modo la squadra di due anni prima, con l'aggiunta delle stelle del Nacional Zapirain, Paz e Ciocca, parte da grande favorita. Dopo l'esordio a valanga (6-1 sul Cile), l'Uruguay rifila 7 gol all'Ecuador e batte di misura (1-0) il Brasile. Liquida quindi Paraguay (3-1) e Perù (3-0), prima di giocarsi il titolo nell'ultima gara in programma. Questa va in scena il 7 febbraio e al Centenario di Montevideo si rinnova l'eterna lotta con l'Argentina: al 57' una stoccata di Zapirain dà all'Uruguay il trionfo, l'ottavo a livello continentale.
Il prosieguo degli anni quaranta, però, non porta nessun altro successo alla Celeste. Nelle tre edizioni seguenti del Campeonato, l'Uruguay non è più all'altezza dei fasti del passato, malgrado nel 1945 possa schierare il prolifico attaccante (argentino naturalizzato uruguaiano) del Nacional Atilio García, 8 volte capocannoniere della prima divisione uruguaiana. Ne approfitta l'Argentina, che vince 3 edizioni consecutive: l'ultima, quella del 1947, consente agli albicelesti lo storico sorpasso sull'Uruguay, essendosi aggiudicati per la nona volta il Campeonato.
Non va meglio nel 1949 in Brasile: la nazionale uruguaiana rimedia una nuova figuraccia, finendo il Campeonato addirittura al sesto posto. Il torneo viene vinto, seppur dopo uno spareggio contro il Paraguay, dalla Seleção padrona di casa, che si mostra fortissima e grande favorita in vista dei mondiali di calcio in programma per l'anno dopo proprio in Brasile.

### Il secondo titolo mondiale nel 1950
Uruguay - Brasile  
Uruguay: Máspoli; M. González, Tejera, Gambetta, Varela (C); Rodríguez Andrade, Ghiggia, Pérez, Míguez; Schiaffino, Morán. Allenatore: López Fontana.
Brasile: Barbosa; Augusto (C), Juvenal, Bauer, Danilo; Bigode, Friaça, Zizinho; Ademir; Jair, Chico. Allenatore: Flávio Costa.
Arbitro: Reader ( Inghilterra)
Marcatori: 47' Friaça, 66' Schiaffino, 79' Ghiggia.
Spettatori: 199.854
Ai mondiali di Brasile 1950 l'Uruguay torna a calcare la scena del torneo iridato. La Celeste, allenata da Juan López Fontana, schiera un'ottima formazione, in cui spiccano il capitano Obdulio Varela, la punta Alcides Ghiggia e soprattutto il regista Juan Alberto Schiaffino.
Il cammino della Celeste al mondiale brasiliano inizia con un colpo di fortuna. L'Uruguay è, infatti, sorteggiato nel girone eliminatorio con Bolivia e Francia (quest'ultima invitata in sostituzione di Turchia e Scozia, qualificatesi e successivamente rinunciatarie), ma, dopo il sorteggio, i transalpini rinunciano a partecipare. Essendo ormai tardi per modificare la composizione dei gironi, il gruppo dell'Uruguay si riduce ad un'unica gara tra la Celeste e i modesti boliviani, che vengono agevolmente battuti per 8-0. L'Uruguay si guadagna così, con appena una partita, l'accesso al girone finale a quattro squadre, la cui vincitrice sarà campione del mondo (quella del 1950 fu, infatti, l'unica edizione della Coppa del Mondo in cui non fu disputata una finale).

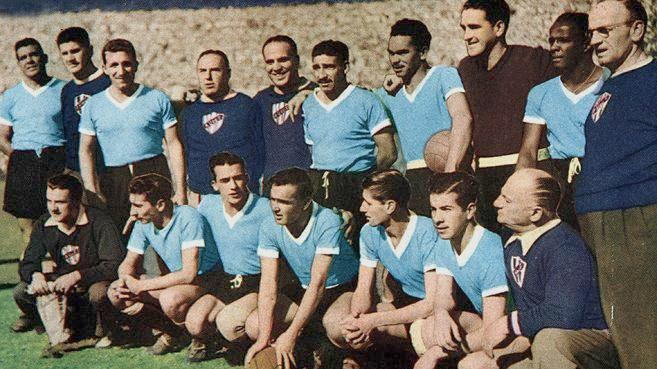
L'Uruguay campione del mondo 1950. Da sinistra a destra, in piedi (esclusi i membri dello staff tecnico, vestiti di blu con lo stemma dell'AUF trapuntato sul petto): Varela, Tejera, Gambetta, M. González, Máspoli e Rodríguez Andrade. Accosciati: Ghiggia, Pérez, Míguez, Schiaffino e Morán. Il primo degli uomini dello staff da sinistra in piedi (tra Varela e Tejera) è l'allenatore Juan López Fontana.

Qui le avversarie sono la Spagna, la Svezia e il favoritissimo Brasile padrone di casa. L'Uruguay esordisce nel girone finale contro gli iberici il 9 luglio all'Estádio do Pacaembu di San Paolo, ma non riesce ad andare oltre il 2-2. Quattro giorni dopo, nello stesso impianto, si trova di fronte la Svezia: passata per due volte in svantaggio, la Celeste riesce a strappare una sofferta vittoria per 3-2, grazie al gol di Varela e alla doppietta di Míguez.
La gara finale del girone è in programma il 16 luglio al Maracanã di Rio de Janeiro e di fronte all'Uruguay c'è il lanciatissimo Brasile, che nelle precedenti sfide ha travolto sia la Svezia (7-1) che la Spagna (6-1). I 3 punti in classifica dell'Uruguay contro i 4 del Brasile consentono alla Celeste di poter ancora sperare, poiché in caso di vittoria scavalcherebbe in classifica la Seleção. Ma parlare di vittoria contro una squadra che pare invincibile come il Brasile suona come pura utopia: i brasiliani, cui basta un pareggio per conquistare il titolo mondiale, schierano grandi stelle del calibro di Ademir, Jair, Zizinho e Danilo, e sembrano destinati a travolgere anche la selezione uruguaiana. Tutto il Brasile è ormai certo del titolo mondiale e il primo tempo è in effetti appannaggio dei padroni di casa, che in apertura di ripresa trovano il gol con Friaça. L'Uruguay tuttavia non si scompone: al 66' Ghiggia, dopo una lunga corsa sulla fascia, salta un avversario e serve Schiaffino, che spiazza Barbosa. Il Brasile, anziché difendere il risultato, si riversa in attacco per cercare il gol, lasciando così la difesa scoperta ai contropiede uruguaiani. E al 79' l'imprevisto si compie: Ghiggia, servito da Pérez, si trova a tu per tu con Barbosa e lo batte con un fendente diagonale. La rete sarà decisiva: il Brasile non riesce a pareggiare e l'Uruguay scrive una delle pagine più clamorose della storia del calcio. Il capitano Varela alza la coppa del mondo in un clima surreale, in uno stadio ammutolito, simbolo di un Paese che ricorderà la clamorosa disfatta della propria nazionale come O Maracanaço.

### Gli anni cinquanta e l'inizio del declino

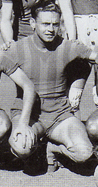
Juan Hohberg

Gli anni cinquanta si aprono con una nuova fase avara di successi per la Celeste. Nel Campeonato Sudamericano 1953 l'Uruguay gioca un buon calcio, ma per appena un punto non riesce ad agguantare la prima posizione, insieme a Paraguay e Brasile, che gli avrebbe permesso di accedere allo spareggio per il titolo.
L'anno dopo la Celeste torna al mondiale, precisamente a quello di Svizzera 1954, dove è qualificata d'ufficio in quanto detentrice del titolo. L'Uruguay, che ripropone grosso modo la nazionale che 4 anni prima ha espugnato il Maracanã, supera agevolmente il primo turno, dove batte Cecoslovacchia (2-0) e Scozia (7-0). La vittoria del girone proietta la Celeste nei quarti, dove affronta l'Inghilterra: Borges, Varela, Schiaffino e Ambrois confezionano il 4-2 finale con cui l'Uruguay liquida i "maestri" inglesi. In semifinale l'Uruguay trova l'ostacolo più duro, la fortissima Ungheria di Puskás: i magiari vanno avanti di due gol già nel primo tempo, ma una doppietta di Hohberg nella ripresa riporta gli uruguaiani in gara. Nei supplementari l'Ungheria viene però fuori e una doppietta di Kocsis affonda la Celeste. La conclusione dell'avventura uruguaiana è resa ancor più amara dalla sconfitta (1-3) nella finale per il 3º posto ad opera dell'Austria.
L'anno dopo l'Uruguay fallisce nuovamente nel Campeonato Sudamericano (vinto ancora dall'Argentina), ma nell'edizione 1956 la Celeste torna finalmente sul tetto del calcio latino-americano. La rassegna continentale va in scena proprio in Uruguay e per i padroni di casa le chance di vittoria sono tante: le reti di Míguez ed Escalada sospingono l'Uruguay, che pareggia solo il match contro il Brasile e batte Paraguay (4-2), Perù (2-0), Cile (2-1) e Argentina (1-0).
Al nono trionfo non fanno però eco nuove vittorie. Nell'edizione 1957 del Campeonato Sudamericano la Celeste vince tutte le partite, tranne lo scontro diretto con l'Argentina di Maschio e Angelillo: alla fine l'Uruguay si piazza proprio a 2 punti dagli albicelesti.
Di lì a poco l'Uruguay conosce la prima umiliante eliminazione durante le qualificazioni ai mondiali. In vista di Svezia '58 viene inserito nel raggruppamento, sulla carta abbordabile, contro Paraguay e Colombia, ma toppa nelle trasferte: contro i cafeteros non va oltre l'1-1, mentre in Paraguay viene addirittura sommerso 5-0 dai blanquirrojos. Le due vittorie al Centenario sono ininfluenti: in Svezia vola il Paraguay e l'Uruguay deve vedere i mondiali in televisione.
Nel 1959 torna in scena il Campeonato Sudamericano, di cui in quell'anno si giocano addirittura due edizioni. La prima, svoltasi in Argentina, se la aggiudicano i padroni di casa, ma nella seconda, organizzata dall'Ecuador, la spunta l'Uruguay. La Celeste, che ha il suo uomo-gol in Mario Ludovico Bergara, fa in breve tempo il vuoto, vincendo matematicamente il suo decimo titolo già nove giorni prima dell'ultima giornata.

### Gli anni sessanta
Due anni dopo vanno in scena le qualificazioni per i mondiali cileni del 1962. Per il Sudamerica lo schema è alquanto semplice: solo 6 squadre sono in lizza, essendo Brasile e Cile già qualificati (rispettivamente come campione in carica e Paese ospitante). Le altre sudamericane sono divise in gironi da 2, che si risolveranno sul doppio confronto di andata e ritorno. L'Uruguay pesca la Bolivia e, nonostante la notevole differenza di valore tra le due squadre, fatica non poco per piegare la Verde: all'andata, all'Hernando Siles di La Paz, l'altitudine (oltre 3600 metri) fa faticare la Celeste, che passa in vantaggio a metà primo tempo con Luis Cubilla, ma viene raggiunta nella ripresa. Nel ritorno al Centenario l'Uruguay parte bene e chiude il primo tempo avanti per 2-0; nella ripresa, però, la Bolivia tenta il tutto per tutto, accorcia le distanze e sfiora ripetutamente il pareggio.

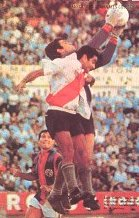
Luis Cubilla (qui con la maglia del River Plate), tra i principali attaccanti uruguaiani tra gli anni sessanta e gli anni settanta.

L'avventura al mondiale cileno si chiude presto per la Celeste. Sorteggiata nel gruppo A, dopo aver battuto 2-1 la Colombia all'esordio, perde contro Jugoslavia (1-3) e Unione Sovietica (1-2): i 2 punti in classifica valgono solo il terzo posto, insufficiente per proseguire ai quarti di finale.
La successiva manifestazione in cui si cimenta l'Uruguay sarà nuovamente il mondiale. Nel 1963 infatti non partecipa all'edizione del Campeonato in Bolivia, soprattutto per i problemi legati all'altura.
I tifosi della Celeste rivedranno la propria nazionale in un torneo internazionale solo in occasione dei mondiali inglesi del 1966. Dopo aver agevolmente superato le qualificazioni contro Perù e Venezuela, l'Uruguay viene inserito nel gruppo A contro Inghilterra, Francia e Messico. La Celeste, allenata da Ondino Viera, ottiene all'esordio un preziosissimo 0-0 contro i padroni di casa inglesi a Wembley, merito soprattutto delle parate di Ladislao Mazurkiewicz. Batte quindi la Francia 2-1, per poi cogliere un nuovo 0-0, stavolta contro il Messico. I 4 punti in classifica regalano all'Uruguay il secondo posto e la qualificazione ai quarti contro la Germania Ovest. I tedeschi passano dopo appena 11 minuti con Haller, ma l'Uruguay resiste. I sudamericani cercano ripetutamente il pareggio, ma alla fine, esausti, crollano sotto i colpi della Germania Ovest, che con Beckenbauer, Seeler e nuovamente Haller chiude il match con un perentorio 4-0.
L'anno dopo torna il Campeonato Sudamericano, per l'ultima volta sotto questo nome. L'edizione 1967 viene ospitata proprio dall'Uruguay. La Celeste, nel frattempo passata sotto la guida di Juan Carlos Corazzo, si affida soprattutto su Mazurkiewicz, Oyarbide, Rocha e Urruzmendi per tornare al successo continentale. L'Uruguay parte bene e all'esordio batte con un secco 4-0 la Bolivia campione in carica, prima di superare il Venezuela con lo stesso punteggio. Al terzo incontro però rischia di compromettere il proprio cammino: contro il Cile infatti è solo 2-2, mentre l'Argentina viaggia a punteggio pieno. L'Uruguay vince 2-0 contro il Paraguay la gara seguente, ma nell'ultima sfida deve assolutamente battere l'Argentina, avanti di 1 punto in classifica. Gli albicelesti, cui basta il pareggio per vincere il torneo, si difendono e l'Uruguay inizia a disperare: ma al 74' Rocha trova la stoccata vincente che dà all'Uruguay l'undicesimo trionfo continentale.

### Gli anni settanta

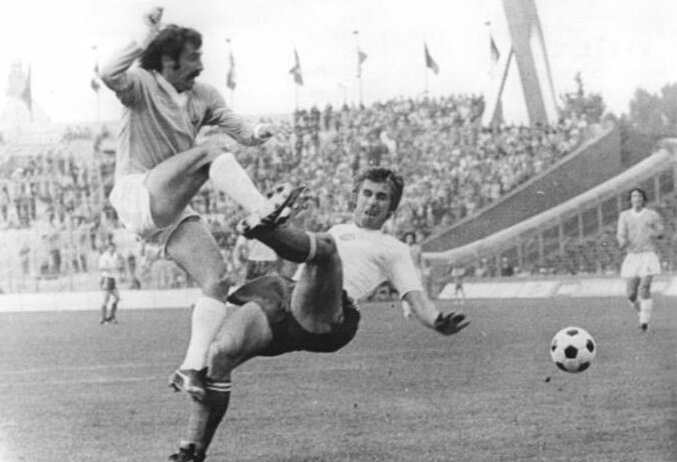
Una fase dell'incontro dei mondiali di Germania Ovest 1974 tra Uruguay e, finita 1-1: nell'immagine l'uruguaiano Pavoni (con i baffi) e il bulgaro Nikodimov.

Tre anni dopo l'Uruguay si rituffa in un'altra manifestazione internazionale, i mondiali di Messico 1970. La Celeste, allenata ora da Juan Hohberg, supera con relativa facilità il girone eliminatorio contro Cile ed Ecuador e si accomoda nel gruppo B della fase finale, contro Italia, Svezia e Israele. La selezione uruguaiana, che può schierare campioni del calibro di Mazurkiewicz, Espárrago e Cubilla, esordisce nel migliore dei modi, battendo 2-0 Israele. Nella seconda partita l'Italia di Gigi Riva è un ostacolo assai più duro e il punteggio finale è di 0-0. I 3 punti in classifica consentono comunque alla Celeste di guardare con ottimismo la sfida finale contro la Svezia, ma la gara contro gli scandinavi rischia di trasformarsi in una clamorosa disfatta: al 90' infatti Grahn sorprende Mazurkiewicz, e solo la miglior differenza reti salva l'Uruguay dall'eliminazione.
Nei quarti la Celeste ha di fronte un ostacolo temibile, l'Unione Sovietica, con cui va in scena una partita estenuante: sotto il sole di Città del Messico le due squadre chiudono i tempi regolamentari sullo 0-0, poi, a 3 minuti dallo scadere del secondo tempo supplementare, Espárrago trova di testa la rete che vale il ritorno in semifinale dopo 16 anni. Qui l'avversario è il più forte di tutti, il Brasile di Pelé, favoritissimo per la vittoria finale. Gli uruguaiani, che hanno pure nelle gambe i 120 minuti del match contro i sovietici, passano al 19' con Cubilla e resistono alla Seleção quasi per un tempo. Poi al 45' Clodoaldo pareggia i conti e nella ripresa Jairzinho e Rivelino chiudono la contesa sul 3-1 per il Brasile. Nella finale per il 3º posto contro la Germania Ovest, i tedeschi la spuntano per 1-0 con gol di Overath. Mazurkiewicz viene votato dalla critica come miglior portiere del torneo.

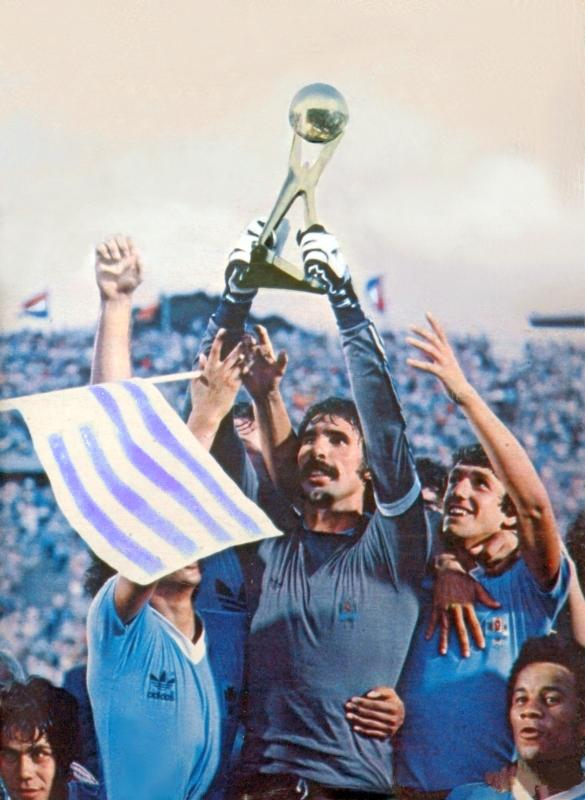
Il portiere Rodríguez, capitano dell'Uruguay, solleva la Coppa d'Oro dei Campioni del Mondo.

Quattro anni dopo l'Uruguay torna al mondiale, disputato proprio in Germania Ovest. La Celeste denota già qualche difficoltà nelle qualificazioni, dove supera a fatica il raggruppamento contro Colombia ed Ecuador. Nella fase finale viene inserita nel gruppo C contro Paesi Bassi, Bulgaria e Svezia. Dopo la sconfitta iniziale contro i tulipani, l'Uruguay cerca di rifarsi nelle partite successive. Invece il pareggio per 1-1 contro la Bulgaria e la sconfitta per 0-3 contro la Svezia fanno sì che la Celeste concluda all'ultimo posto e la conseguente eliminazione al primo turno.
L'anno seguente torna la rassegna continentale sudamericana, che da questa edizione prende ufficialmente il nome di "Coppa America". Nessun Paese organizza questa edizione (né le due successive) e le partite si giocano tutte in sfide di andata e ritorno. L'Uruguay entra in gioco direttamente in semifinale, in quanto campione uscente, ma subisce una disfatta contro la Colombia, perdendo 0-3 fuori casa e non riuscendo a recuperare nel ritorno a Montevideo (solo 1-0).
Gli anni settanta proseguono con l'innesto di giocatori come Hugo de León e Waldemar Victorino. Nel 1978 la squadra non riesce a qualificarsi per i mondiali argentini, uscendo battuto nel girone contro Bolivia e Venezuela.
L'anno dopo in Coppa America l'Uruguay è inserito nel girone iniziale contro Ecuador e Paraguay. La sconfitta iniziale proprio contro l'Ecuador, l'avversario più debole, compromette il cammino della Celeste.
Il calcio uruguaiano vuole in fretta voltare pagina e chiudere il brutto decennio degli anni settanta, il primo in cui la Celeste non sia riuscita a vincere nulla.

### La ripresa degli anni ottanta
Uruguay - Brasile 
Uruguay: Rodríguez; Diogo, Olivera, de León, Martínez; Krasouski, de la Peña (36' Barrios), Paz; Ramos, Victorino, Morales. Allenatore: Máspoli.
Brasile: João Leite; Edevaldo, Oscar, Luizinho, Júnior; Batista, Cerezo, Paulo Isidoro; Tita (51' Serginho), Sócrates, Zé Sérgio (81' Éder). Allenatore: Santana.
Arbitro: Linemayr ( Austria)
Marcatori: 50' Barrios, 62' Sócrates, 80' Victorino.
Spettatori: 71.250
Gli anni ottanta portano subito una nuova vittoria nella bacheca nella nazionale uruguaiana. Tra il 30 dicembre 1980 e il 10 gennaio 1981 si disputa a Montevideo la Coppa d'Oro dei Campioni del Mondo (meglio nota come Mundialito), indetta in occasione del cinquantenario del primo campionato del mondo. Vi partecipano tutte le nazionali che hanno fino ad allora vinto almeno una volta il titolo mondiale, eccezion fatta per l'Inghilterra, che rifiuta l'invito e viene sostituita dai Paesi Bassi (finalista nelle ultime due edizioni del mondiale). Le squadre partecipanti sono in totale sei, divise in due gironi da tre squadre ciascuno. L'Uruguay gioca contro Paesi Bassi e Italia, battendole entrambe per 2-0 e vincendo il girone.
Il 10 gennaio l'Uruguay trova in finale il Brasile, vincitore del gruppo B contro Argentina e Germania Ovest. Dopo un primo tempo a reti inviolate, al 50' Barrios porta in vantaggio l'Uruguay. Passano appena 12 minuti e l'arbitro austriaco Linemayr concede un rigore al Brasile: Sócrates spiazza Rodolfo Rodríguez e per la Celeste è tutto da rifare. A 10 minuti dal termine, però, Victorino indovina di testa il gol partita e l'Uruguay fa suo il Mundialito.
L'anno dopo l'Uruguay si cimenta nelle qualificazioni ai mondiali di Spagna '82 contro Perù e Colombia. La Celeste vince a fatica la gara d'esordio contro la Colombia a Montevideo (3-2), ma esce clamorosamente battuta, sempre in casa, dal Perù (1-2). La sconfitta inguaia la posizione in classifica della Celeste, che nelle trasferte coglie due miseri pareggi. Per l'Uruguay è secondo posto e inattesa eliminazione, mentre in Spagna vola il Perù.
Gli anni a seguire sono tuttavia migliori per la Celeste, nelle cui file giungono di lì a poco i giovani attaccanti Enzo Francescoli, uno dei più forti calciatori uruguaiani della seconda metà del Novecento, e Carlos Aguilera.
Nel 1983 l'Uruguay punta nuovamente a vincere la Coppa America, in quella che sarà l'ultima edizione senza Paese organizzatore. La Celeste affronta al primo turno Cile e Venezuela e parte con il piede giusto, vincendo le due gare iniziali in casa (2-1 ai cileni e 3-0 ai venezuelani). Nel ritorno a Santiago contro il Cile subisce però l'offensiva dei Rojos (che nel frattempo avevano battuto 5-0 il Venezuela), uscendo sconfitta 0-2. L'Uruguay rischia di non passare il turno e nel match di Caracas contro il Venezuela è salvato solo da Aguilera, che sigla il gol partita ad appena 3 minuti dalla fine. Con una differenza reti nettamente migliore, al Cile basta vincere 1-0 contro i modesti venezuelani per superare il turno. Invece, il 21 settembre a Caracas, i Rojos non riescono a perforare il muro difensivo eretto dal Venezuela e, a sorpresa, vengono fermati sullo 0-0. L'Uruguay vince fortunosamente il girone ed avanza in semifinale, dove affronta il Perù.
 Uruguay - Brasile 
Uruguay: Rodríguez; Diogo, Gutiérrez, Acevedo, Agresta; González, Barrios, Cabrera; Aguilera (85' Bossio), Francescoli, Acosta (75' Ramos). Allenatore: Borrás.
Brasile: Leão; Leandro, Márcio, Mozer, Júnior; China (60' Tita), Jorginho, Renato; Renato Gaúcho, Roberto Dinamite, Éder. Allenatore: Parreira.
Arbitro: Ortiz ( Paraguay)
Marcatori: 41' Francescoli, 80' Diogo.
Spettatori: 65.000
 Brasile - Uruguay 
Brasile: Leão; Paulo Roberto, Márcio, Mozer, Júnior; China, Jorginho, Sócrates; Tita (77' Renato Gaúcho), Roberto Dinamite (43' Careca), Éder. Allenatore: Parreira.
Uruguay: Rodríguez; Diogo, Gutiérrez, Acevedo, Agresta; González, Barrios, Cabrera; Aguilera (82' Bossio), Francescoli, Acosta (46' Ramos). Allenatore: Borrás.
Arbitro: Pérez ( Perù)
Marcatori: 23' Jorginho, 77' Aguilera.
Spettatori: 95.000
La Celeste cerca il riscatto contro i peruviani, per l'eliminazione alle qualifazioni mondiali di 2 anni prima, e nella semifinale di andata, a Lima, strappa un pesante successo esterno (0-1) grazie al solito Aguilera. Al ritorno al Centenario, il Perù pareggia i conti con Malásquez a metà del primo tempo, ma in avvio di ripresa Cabrera realizza l'1-1 che proietta l'Uruguay in finale.
Il 27 ottobre al Centenario di Montevideo va in scena la finale di andata: avversario dell'Uruguay è il Brasile di Júnior, Éder e Sócrates, grande favorito, se non altro per aver estromesso l'Argentina nel primo turno (anche se in semifinale ha avuto ragione del Paraguay campione uscente solo grazie al sorteggio benevolo). L'Uruguay tuttavia ha cuore a sufficienza per regolare la Seleção: Francescoli e Diogo confezionano infatti il 2-0 con cui la Celeste può guardare con relativa tranquillità al ritorno in Brasile.
La finale di ritorno si disputa il 4 novembre all'Estádio da Fonte Nova di Salvador de Bahia. Il Brasile, partito forte in cerca della rimonta, trova il gol a metà primo tempo con Jorginho. La Seleção tenta ripetutamente di trovare il 2-0 con cui pareggerebbe i conti, ma al 77' è gelata da Aguilera: il futuro genoano batte di testa Leão e l'Uruguay riconquista dopo 16 anni la Copa América, la dodicesima della sua storia.
Due anni dopo, l'Uruguay torna nelle qualificazioni per i mondiali, stavolta in vista di Messico '86. La Celeste vince il girone contro Cile ed Ecuador, grazie alla vittoria finale contro i cileni al Centenario e torna al mondiale dopo 12 anni.
 Uruguay - Cile 
Uruguay: Pereira; Domínguez, Gutiérrez, Trasante, Pintos Saldaña; Matosas, Perdomo, Bengoechea; Alzamendi (86' Peña), Francescoli, Sosa. Allenatore: Fleitas.
Cile: Rojas; Reyes, Gómez, Astengo, Hormazábal; Mardones, Contreras, Puebla (19' Toro (63' Rubio)), Pizarro; Letelier, Basay. Allenatore: Aravena.
Arbitro: Arppi Filho ( Brasile)
Marcatori: 56' Bengoechea.
Spettatori: 35.000
La squadra allenata da Borrás, sorteggiata nel girone contro Germania Ovest, Danimarca e Scozia, rimedia due pareggi e una sconfitta per 1-6 contro i danesi, piazzandosi terza e qualificandosi agli ottavi solo come quarta delle sei terze classificate. Al turno seguente il cammino degli uruguaiani si interrompe: contro l'Argentina futura campione del mondo, l'Uruguay subisce la rete di Pasculli a fine primo tempo e non riesce a pareggiare.
La magra rimediata in Messico produce l'immediato licenziamento di Borrás, sostituito da Roberto Fleitas. In vista della Coppa America 1987 il nuovo commissario tecnico effettua nuovi innesti, a cominciare dai centrocampisti Bengoechea e Perdomo e dal giovane attaccante Ruben Sosa.
Il torneo continentale va in scena in Argentina e i padroni di casa, campioni del mondo in carica, sono logicamente i grandi favoriti. L'Uruguay, essendo campione uscente del Sudamerica, entra direttamente in semifinale e si trova di fronte proprio l'Argentina di Maradona e Caniggia. Per nulla intimoriti dalla levatura degli avversari, gli uruguaiani sorprendono tutti, andando in gol con Alzamendi a fine primo tempo e difendendo il punteggio fino alla fine. L'Argentina è beffata ed eliminata: sarà l'Uruguay a sfidare in finale il lanciatissimo Cile, che nel primo turno ha rifilato un secco 4-0 al Brasile.
Il 12 luglio, al Monumental di Buenos Aires, l'Uruguay piega i cileni grazie alla rete di Bengoechea al 56' e vince la sua tredicesima Coppa America, la seconda consecutiva.
Due anni dopo, nell'edizione '89 in Brasile, gli uruguaiani, allenati ora da Óscar Tabárez, sfiorano il tris, piazzandosi secondi nel girone finale dietro ai padroni di casa. Nello stesso anno la Celeste stacca il biglietto per Italia '90, facendo immaginare che la nazionale sudamericana stia progressivamente tornando agli alti livelli di un tempo.

### Gli anni novanta e il nuovo declino

Il capitano uruguaiano Enzo Francescoli in azione al

Invece l'avvio del nuovo decennio infrange le illusioni dei tifosi uruguaiani. Ai mondiali in Italia l'Uruguay gioca al primo turno nel gruppo E, contro Spagna, Belgio e Corea del Sud. L'esordio contro le furie rosse porta notevoli rimpianti alla Celeste, che sbaglia un rigore con Ruben Sosa e alla fine non va oltre lo 0-0. Nel secondo confronto col Belgio di Scifo l'Uruguay non entra mai in partita, finendo battuto con un perentorio 1-3. Per il passaggio agli ottavi occorre una vittoria contro la Corea del Sud, obiettivo sulla carta abbordabile: invece l'Uruguay rischia grosso e solo un gol di testa del giovane Daniel Fonseca al 90' consente alla Celeste di agguantare il terzo posto.
Agli ottavi l'Uruguay trova però un durissimo ostacolo, l'Italia di Totò Schillaci padrona di casa. Gli azzurri fanno la partita e nel secondo tempo chiudono la pratica con Schillaci e Serena: finisce 2-0 e l'Uruguay esce dal mondiale.
Non saranno migliori gli anni a seguire. Nella Copa América 1991, in Cile, l'Uruguay neppure supera il primo turno: i celesti, allenati da Luis Cubilla, pareggiano ben 3 gare su 4 e alla fine la differenza reti li condanna a vantaggio di Colombia e Brasile.
Nell'edizione 1993 in Ecuador, la Celeste gioca il primo turno contro i padroni di casa, gli USA e il Venezuela. Il girone appare relativamente facile, ma dopo uno striminzito 1-0 agli States, l'Uruguay pareggia contro il Venezuela (2-2) ed esce battuto dalla sfida con gli ecuadoriani. Il secondo posto, dietro all'Ecuador, è agguantato, ma agli ottavi il sogno finisce: contro la Colombia di Valderrama e Asprilla l'Uruguay pareggia 1-1 ed esce ai rigori.
Nello stesso anno la Celeste fallisce la qualificazione a USA '94: inserita nel girone contro Brasile, Bolivia, Ecuador e Venezuela, subisce la clamorosa forma dei boliviani, che strappano all'Uruguay la seconda posizione utile per qualificarsi, dietro al Brasile futuro campione del mondo.
 Uruguay - Brasile 
Uruguay: Alvez; Méndez, Herrera, Moas, Silva (35' Adinolfi); Dorta (45' Bengoechea), Gutiérrez, Poyet, Francescoli; Fonseca (45' Martínez), Otero. Allenatore: Núñez.
Brasile: Taffarel; Jorginho, Aldair, André Cruz, Roberto Carlos; Dunga, César Sampaio, Juninho Paulista (69' Beto), Zinho; Edmundo, Túlio. Allenatore: Zagallo.
Arbitro: Brizio Carter ( Messico)
Marcatori: 30' Túlio, 51' Bengoechea.
Sequenza rigori: Francescoli gol, Roberto Carlos gol, Bengoechea gol, Zinho gol, Herrera gol, Túlio parato, Gutiérrez gol, Dunga gol, Martínez gol.
Spettatori: 60.000
Nel 1995 l'Uruguay organizza la Copa América: è l'occasione per rivincere un grande torneo, se non altro contando sul fatto che l'Uruguay ha fino a quel momento sempre vinto nelle edizioni giocate in casa. La selezione di Héctor Núñez ha i suoi punti di forza in Francéscoli, Fonseca, Ruben Sosa e Bengoechea e gioca un buon calcio per tutto il primo turno. Venezuela e Paraguay sono facilmente superati dalla Celeste, che chiude prima il girone con il pareggio nella terza gara contro il Messico.
Nei quarti si mette in luce il futuro vicentino Marcelo Otero, che con Fonseca confeziona la vittoria sulla Bolivia. In semifinale è invece la Colombia a cadere (2-0), lasciando all'Uruguay via libera per la finale.
Qui, il 23 luglio al Centenario di Montevideo, l'Uruguay trova di fronte il Brasile campione del mondo in carica. La Seleção passa in vantaggio nel primo tempo con il promettente Túlio, ma nella ripresa una perfetta punizione calciata da Bengoechea si insacca a fianco di un Taffarel rimasto immobile.

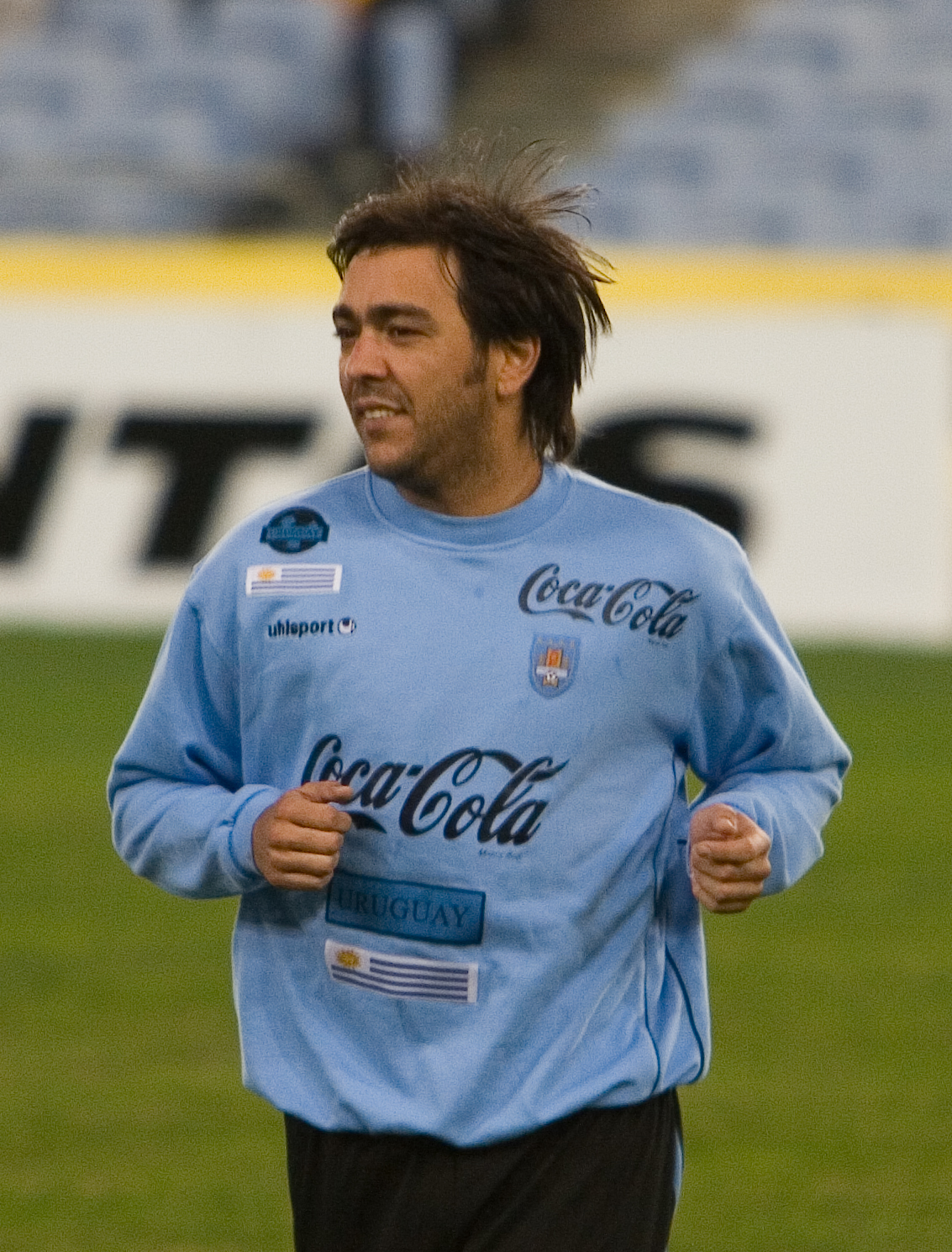
Álvaro Recoba

Il pareggio rimanda tutto ai rigori. Qui i primi due rigoristi per parte si mostrano freddissimi; poi, dopo la marcatura di Herrera, il portiere uruguaiano Alvez intercetta il tiro di Túlio. Dopo i gol di Gutiérrez e Dunga, si presenta sul dischetto Martínez: il giovane attaccante uruguaiano spiazza Taffarel e regala all'Uruguay la sua quattordicesima Coppa America, pareggiando così il conto con i successi dell'Argentina.
Il trionfo continentale non porta però sviluppi positivi in casa uruguaiana. Nell'edizione 1997 della Coppa America, disputata in Bolivia, la Celeste viene clamorosamente estromessa al primo turno, nonostante l'arrivo in squadra di Álvaro Recoba. Di lì a poco fallisce anche la qualificazione ai mondiali di Francia '98, classificandosi terzultima nel grande girone unico sudamericano, introdotto in quell'occasione dalla FIFA.
Nel 1999 la crisi della Celeste è palese. All'edizione della Coppa America disputata quell'anno in Paraguay gran parte dei titolari fanno sapere di non voler partecipare, costringendo così l'allenatore Víctor Púa a convocare una squadra di giovani. Tra i selezionati gli "italiani" López (del Cagliari) e Zalayeta (della Juventus, ma quell'anno in prestito all'Empoli), nonché future conoscenze della Serie A, quali Carini, Guigou e Magallanes.
Pochi scommetterebbero sul cammino del "giovane" Uruguay, che al primo turno strappa il terzo posto grazie alla vittoria di misura sull'Ecuador, cui fanno contorno le sconfitte contro le ben più quotate Colombia e Argentina. Il tabellone è impietoso e ai quarti i ragazzi uruguaiani sono contrapposti al Paraguay padrone di casa, lanciatissimo alla caccia del terzo successo continentale. Al 15' Benítez porta il Paraguay in vantaggio, ma a metà ripresa l'Uruguay improvvisamente tira fuori la propria grinta: Zalayeta confeziona la rete del pareggio e la gara si decide ai rigori. Qui si erge a protagonista assoluto il diciannovenne portiere uruguaiano Carini, che intercetta il tiro di Benítez. Magallanes dal dischetto batte Tavarelli e l'Uruguay è a sorpresa in semifinale.
Qui l'avversario è il Cile, che l'Uruguay affronta a viso aperto, portandosi in vantaggio a metà primo tempo con Lembo. Il Cile pareggia però nella ripresa con Zamorano: anche in questo caso saranno decisivi i rigori per decidere chi passerà in finale. Il copione si ripete: Carini para su Aros e Magallanes segna il rigore decisivo.
In finale però il sogno dei ragazzi di Púa si infrange. Il Brasile di Ronaldo e Rivaldo è troppo più forte, e i due attaccanti siglano il 3-0 finale.

### L'avvio del nuovo millennio
Il terzo millennio inizia con l'Uruguay impegnato nella Copa América 2001 in Colombia. Il primo turno contro Bolivia, Costa Rica e Honduras, regala inattese difficoltà alla Celeste, che si piazza terza dietro alle sorprendenti squadre centroamericane.
Nei quarti l'Uruguay ritrova i costaricani, ma stavolta la musica cambia e il 2-1 proietta la Celeste in semifinale contro il Messico. L'avventura in Colombia termina però mestamente, con i messicani che battono l'Uruguay. Nella finale per il terzo posto la Celeste si arrende anche di fronte all'Honduras, che vince ai rigori dopo il 2-2 ai tempi regolamentari.

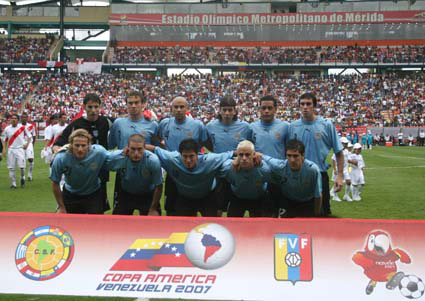
La selezione uruguaiana alla Coppa America 2007, prima della partita contro il.

Nel frattempo, la Celeste, nelle cui file sono definitivamente entrati molti dei giovani reduci della Copa América 1999, si qualifica ai mondiali di Giappone e Corea del Sud 2002. Nel girone sudamericano l'Uruguay strappa sul filo di lana il quinto posto, giungendo a pari punti (27) con la Colombia, ma con una differenza reti migliore (+6 contro +5). La strada per i mondiali passa per lo spareggio contro l'Australia. All'andata, il 20 novembre 2001 a Melbourne, i canguri passano 1-0 grazie al rigore siglato da Kevin Muscat nel secondo tempo, ma 5 giorni dopo, a Montevideo, le cose cambiano: Darío Silva e el Chengue Morales fissano il 3-0 che riporta l'Uruguay al mondiale 12 anni dopo.

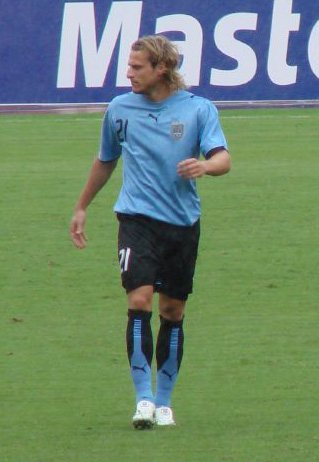
Diego Forlán, tra i principali calciatori nel giro della Celeste dal 2002 al 2014.

Al torneo iridato per l'Uruguay ci sono la Francia campione in carica, la Danimarca e il Senegal. L'esordio è amaro, 1-2 contro la Danimarca di Tomasson, ma anche il prosieguo non è migliore. Dopo il pareggio a reti bianche con la Francia in crisi nera, l'Uruguay si gioca tutto contro il Senegal. A fine primo tempo gli africani sono già avanti 3-0, ma la Celeste cerca disperatamente la vittoria: Morales, Forlán e Recoba riescono a costruire il pareggio, ma il quarto gol, quello che servirebbe per qualificarsi, non arriva e l'Uruguay esce al primo turno.
Due anni dopo, nella Copa América 2004 in Perù, l'Uruguay ha un sussulto. La squadra, passata sotto la guida di Jorge Fossati, stenta nuovamente al primo turno, dove pareggia col Messico (2-2), batte l'Ecuador (2-1) e viene sconfitta dall'Argentina (4-2), raggiungendo comunque il terzo posto. Ai quarti di fronte alla Celeste c'è il Paraguay di Gamarra, che nel primo turno ha pure battuto il Brasile: l'Uruguay affronta la gara votato all'offensività e batte gli avversari per 3-1.
In semifinale però l'avventura termina: la Celeste pareggia 1-1 col Brasile, che poi vince ai rigori, e si consola con il terzo posto conquistato a spese dei campioni in carica della Colombia.
Nel 2005 si disputano le qualificazioni ai mondiali di Germania 2006 e l'Uruguay sembra ripetere la performance di 4 anni prima. Si classifica nuovamente quinto, strappando la piazza di un soffio (stavolta 1 punto) alla Colombia e giocando lo spareggio contro l'Australia. Stavolta però il match coi canguri finisce male: l'Uruguay vince 1-0 all'andata al Centenario, ma al ritorno a Sydney l'Australia si impone con lo stesso punteggio e poi ha la meglio ai rigori, grazie alle prodezze del proprio estremo difensore Mark Schwarzer.
Dopo la mancata qualificazione torna in panchina Tabárez, che guida i suoi alla Copa América 2007 in Venezuela. La Celeste, che ha il suo uomo chiave in Diego Forlán, è inserita nel gruppo A contro i padroni di casa, il Perù e la Bolivia. Nonostante le buone impressioni della vigilia, l'esordio è pessimo: il Perù di Claudio Pizarro affossa gli uruguaiani con un perentorio 3-0, facendo suonare più di un campanello d'allarme per Tabárez. L'Uruguay raddrizza le cose nella seconda partita contro la Bolivia, con cui ottiene un misero ma importante 1-0, grazie al gol nella ripresa di Sánchez. Il pareggio contro il sorprendente Venezuela, che vince il girone e per la prima volta si qualifica ai quarti, regala all'Uruguay il terzo posto e la qualificazione come miglior terza classificata.
Ai quarti la Celeste affronta nuovamente il Venezuela: all'iniziale gol di Forlán risponde per i vinotintos Juan Arango, che manda le squadre all'intervallo sull'1-1. Nella ripresa però l'esperienza degli uruguaiani viene fuori e García, C. Rodríguez e nuovamente Forlán siglano il 4-1 finale, che dà all'Uruguay la sua quarta semifinale consecutiva.
L'avversario è qui di nuovo il Brasile e come 3 anni prima la Seleção si impone ai rigori. L'avventura uruguaiana si chiude poi con la sconfitta per 3-1 contro il Messico nella finale per il terzo posto.

### Gli anni duemiladieci

#### Il quarto posto al mondiale 2010

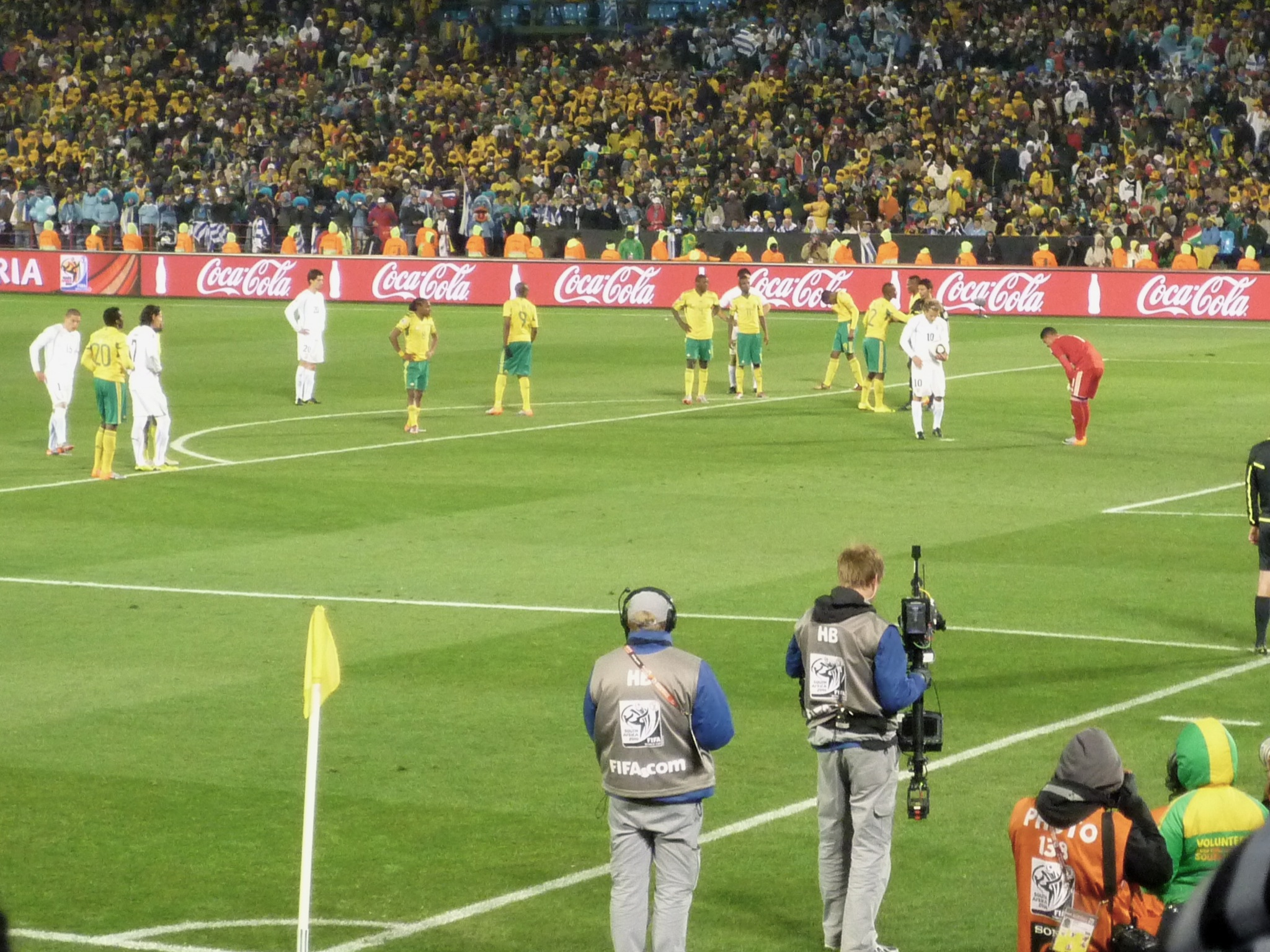
Diego Forlán sul dischetto durante la partita del primo turno contro il. L'Uruguay (in maglia bianca) vincerà 3-0.

Il successivo appuntamento per la Celeste sono le qualificazioni per i mondiali di Sudafrica 2010.
Il cammino dell'Uruguay inizia con un beneaugurante 5-0 inflitto a Montevideo alla Bolivia. Il prosieguo, però, è tutt'altro che facile: le successive 15 partite portano alla Celeste solo 4 vittorie, a fronte di 6 pareggi e 5 sconfitte. A due giornate dal termine gli uomini di Tabárez sono al sesto posto, a un passo dall'eliminazione. Il 10 ottobre 2009 allo Stadio Atahualpa di Quito va in scena una partita delicatissima contro l'Ecuador, al momento quarto classificato e con due punti di vantaggio sull'Uruguay: la spunta la Celeste solo al 94', grazie a un rigore trasformato da Forlán.
Quattro giorni dopo si torna in campo, al Centenario contro l'Argentina allenata da Maradona, anch'essa a rischio eliminazione. Nell'ennesima edizione del derby rioplatense, i biancocelesti hanno la meglio con una rete di Mario Bolatti. L'Uruguay limita i danni grazie alla sconfitta dell'Ecuador in Cile e si piazza quinto, posto che gli vale la possibilità di giocarsi l'accesso ai mondiali con la quarta classificata della zona CONCACAF, ovvero la Costa Rica.
L'andata, disputata il 14 novembre 2009 a San José, finisce 1-0 per la Celeste, grazie al gol del capitano Diego Lugano. Quattro giorni dopo, a Montevideo, all'Uruguay è sufficiente il pareggio per 1-1 (gol di Abreu per l'Uruguay e di Centeno per i costaricani) per volare in Sudafrica. La Celeste torna così ai mondiali dopo otto anni.
Il 4 dicembre 2009 il sorteggio di Città del Capo inserisce l'Uruguay nel gruppo A, contro i padroni di casa del Sudafrica, il Messico e la Francia.
L'11 giugno 2010, al Green Point Stadium di Città del Capo, l'avventura mondiale degli uruguaiani inizia con un pareggio per 0-0 contro la Francia.
La successiva partita del 16 giugno al Loftus Versfeld di Pretoria, contro i padroni di casa del Sudafrica vede la Celeste trionfare per 3-0 con una doppietta di Diego Forlán e il gol di Álvaro Pereira al 95'. Il 22 giugno, al Royal Bafokeng Stadium di Rustenburg, l'Uruguay conquista una nuova vittoria, superando il Messico per 1-0 con gol di Luis Suárez. I sette punti in classifica consentono agli uruguaiani di vincere il gruppo A e di qualificarsi agli ottavi di finale.
Qui, il 26 giugno, l'Uruguay affronta, al Nelson Mandela Bay Stadium di Port Elizabeth, la Corea del Sud. Contro gli asiatici, la Celeste si porta rapidamente in vantaggio, dopo 8 minuti di gioco, con Suárez. Già al 23', però, la Corea del Sud pareggia con Lee Chung-Yong, che realizza la prima rete subita dall'Uruguay al mondiale sudafricano. Al 35' del secondo tempo, con la gara che pare ormai avviata ai supplementari, Suárez sigla il gol della vittoria per l'Uruguay, che torna così ai quarti di finale dopo 40 anni dall'ultima volta.

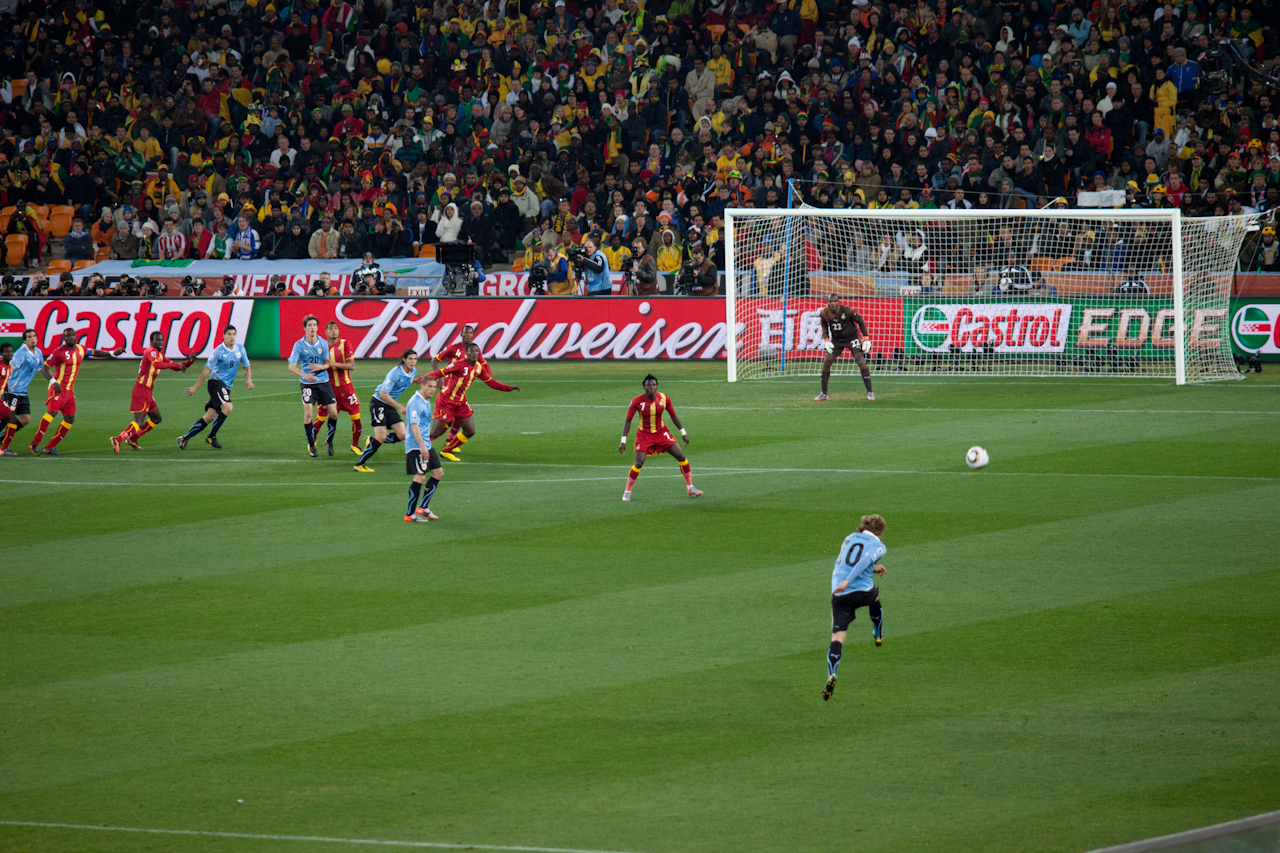
Una fase del quarto di finale tra l'Uruguay e il Ghana, vinto dai sudamericani ai calci di rigore

Nei quarti di finale, il 2 luglio al First National Bank Stadium di Johannesburg, l'avversaria dell'Uruguay è il Ghana, vittorioso negli ottavi contro gli Stati Uniti. Gli africani passano in vantaggio allo scadere del primo tempo con Muntari, ma l'Uruguay trova il pari con Forlán al 10' della ripresa, fissando il punteggio sull'1-1, con cui si chiudono i tempi regolamentari. Ai supplementari, all'ultimo minuto del secondo extra-time, il Ghana sfiora il gol vittoria, con la palla, indirizzata verso la porta uruguaiana, bloccata da un intervento di mano di Suárez. L'arbitro, il portoghese Benquerença, espelle l'attaccante sudamericano e assegna un rigore ai ghanesi: Gyan, tuttavia, calcia il pallone sulla traversa e la partita si decide ai rigori. Qui risulta decisivo l'estremo difensore uruguaiano Muslera, che para i rigori di Mensah e Adiyiah, rendendo oltretutto ininfluente l'errore dal dischetto di Maxi Pereira. Il rigore decisivo per l'Uruguay è trasformato da Abreu, che riporta così la Celeste tra le prime quattro del mondo dopo 40 anni.
In semifinale, il 6 luglio al Green Point Stadium di Città del Capo, l'Uruguay trova di fronte l'Olanda. In una partita molto equilibrata, i tulipani trovano il vantaggio al 19' con van Bronckhorst, ma la Celeste pareggia al 41' con Forlán. Nella ripresa, tuttavia, l'Olanda si riporta in vantaggio al 70' con Sneijder e, appena tre minuti più tardi, Robben sigla il 3-1 per gli olandesi, che di fatto chiude la partita. L'Uruguay tenta il tutto per tutto, ma l'assalto finale produce solo la rete di Maxi Pereira al secondo minuto di recupero.

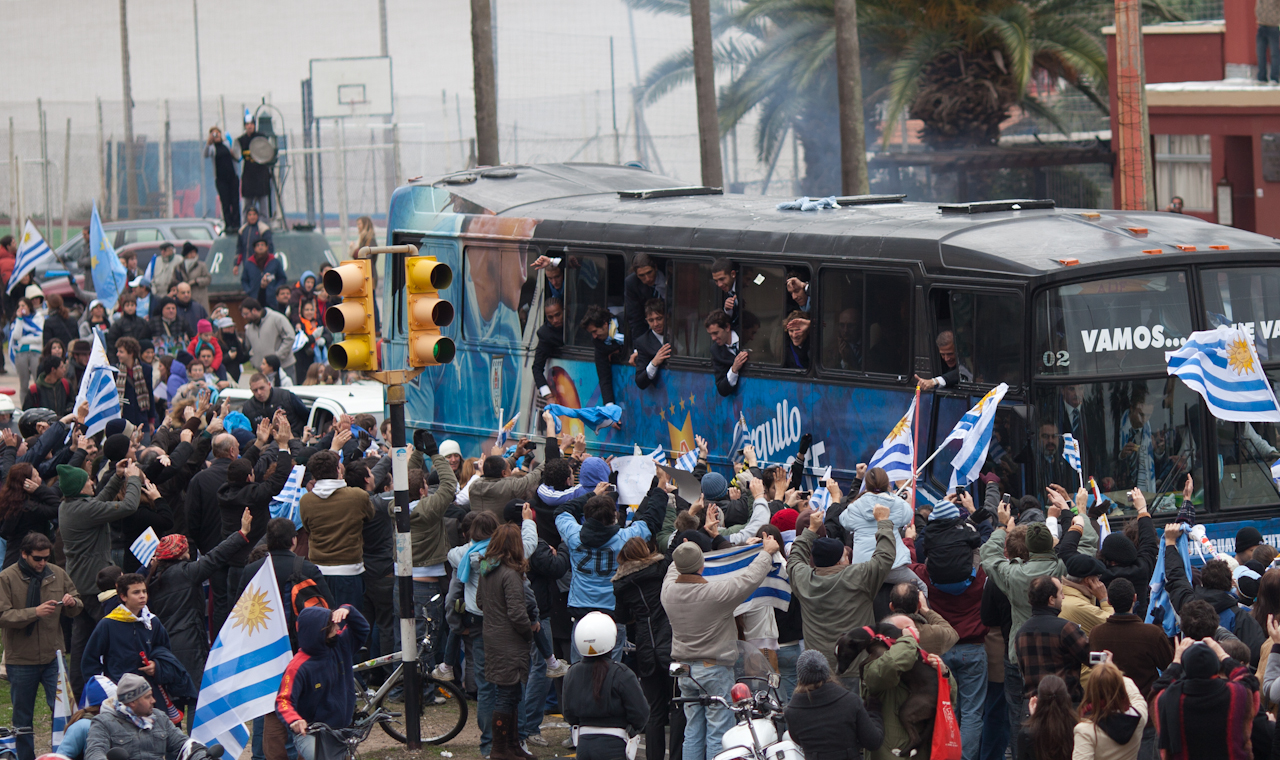
L'autobus della nazionale uruguaiana durante i festeggiamenti per il quarto posto ai mondiali 2010 a Montevideo.

La sconfitta in semifinale conduce la Celeste alla finale per il terzo e quarto posto, nella quale, il 10 luglio, al Nelson Mandela Bay Stadium di Port Elizabeth, i sudamericani si trovano di fronte la Germania. Al 19' Müller porta in vantaggio i tedeschi, ma l'Uruguay pareggia al 28' con Cavani e ribalta il punteggio al 6' della ripresa con Forlán. Dopo appena 5 minuti, però, la Germania pareggia con Jansen e all'85 Khedira dà ai tedeschi la vittoria. L'Uruguay si classifica così quarto per la terza volta, risultato che non coglieva dai mondiali di Messico '70. Inoltre, per la prima volta dopo Svizzera '54 (anche in quel mondiale giunse quarta), è la squadra sudamericana meglio classificatasi in assoluto nel torneo mondiale (a Inghilterra '66 giunse ai quarti di finale insieme all'Argentina).
Dal canto suo, Diego Forlán viene eletto dalla FIFA miglior giocatore del torneo, divenendo il primo uruguaiano a conseguire tale riconoscimento. Tra l'altro, con 5 reti siglate, lo stesso Forlán si posiziona al primo posto, insieme al tedesco Müller, all'olandese Sneijder e allo spagnolo Villa, nella classifica dei marcatori e, con le precedenti regole FIFA, l'attaccante sudamericano sarebbe stato anche il primo uruguaiano a laurearsi capocannoniere della fase finale di un mondiale. Tuttavia, il regolamento della FIFA riconosce tale solo Müller, in quanto autore di più assist (3, contro 1 a testa degli altri).
L'ottima prova ai mondiali sudafricani consente inoltre all'Uruguay di raggiungere il sesto posto nella classifica mondiale della FIFA del 14 luglio 2010, avanzando di 10 posizioni rispetto al ranking del 26 maggio precedente.

#### La quindicesima Coppa America nel 2011
L'anno successivo ai mondiali, l'Uruguay si cimenta nella Coppa America disputata in Argentina, per la quale il commissario tecnico Tabárez conferma per gran parte la squadra convocata in Sudafrica.
Il sorteggio inserisce la Celeste nel gruppo C contro Perù, Cile e Messico.
All'esordio, il 4 luglio allo stadio del Bicentenario di San Juan contro i peruviani, l'Uruguay ottiene un pareggio per 1-1 con reti di Guerrero per il Perù e di Suárez, per l'Uruguay, allo scadere del primo tempo.
Con identico punteggio si conclude la seconda partita, l'8 luglio allo stadio Malvinas Argentinas di Mendoza contro il Cile: all'iniziale gol, all'8' del secondo tempo, di Álvaro Pereira per l'Uruguay, risponde, undici minuti, dopo il cileno Sánchez.

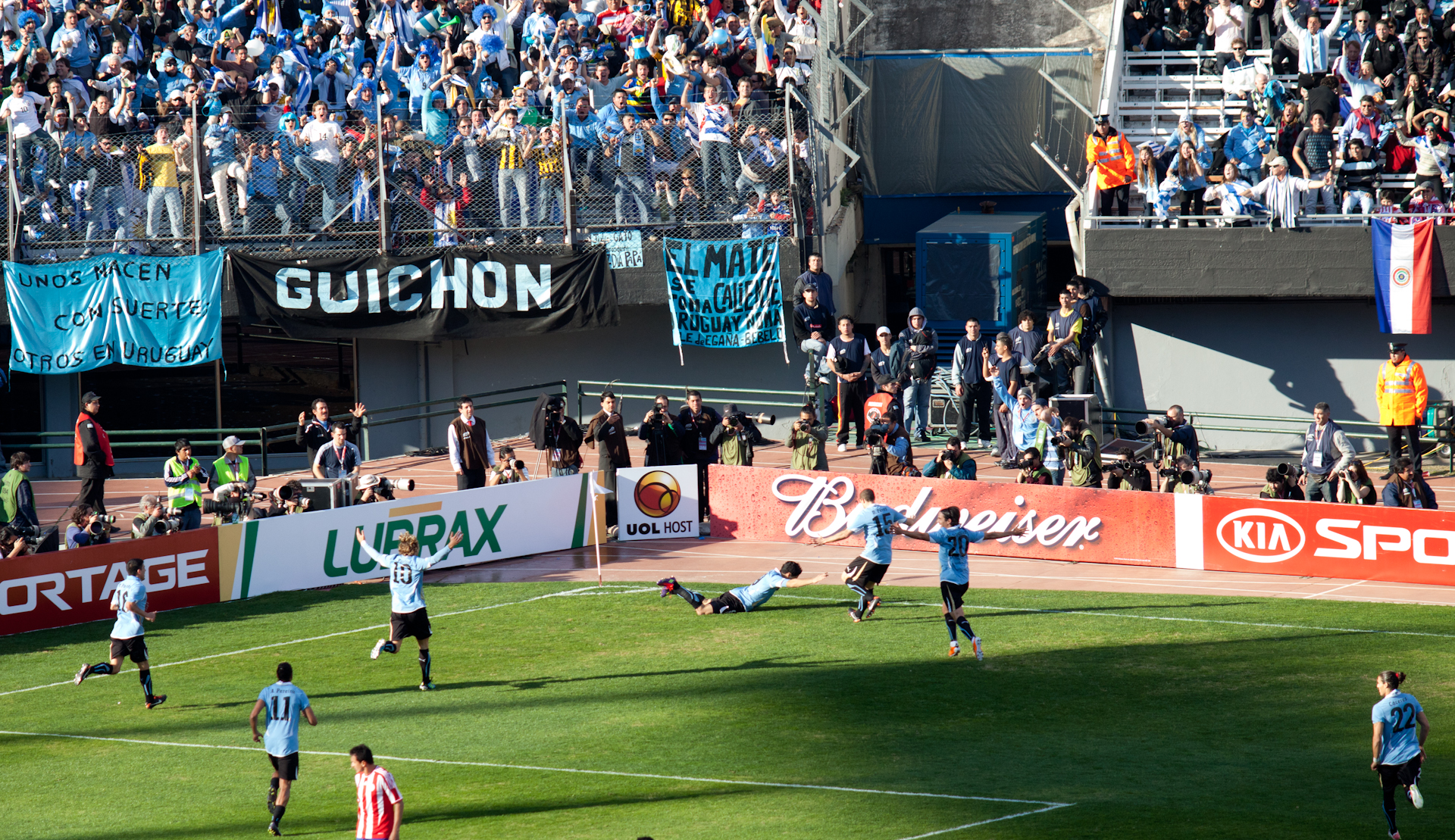
L'esultanza dei calciatori uruguaiani dopo il gol dell'1-0 segnato da Suárez nella finale contro il Paraguay.

Il difficoltoso avvio della Celeste è rimediato nella terza e ultima partita, il 12 luglio allo stadio Città di La Plata, contro il Messico, grazie alla vittoria per 1-0 con gol di Álvaro Pereira.
I 5 punti in classifica consentono all'Uruguay di conquistare il secondo posto (dietro al Cile con 7 punti) e di qualificarsi ai quarti di finale, ove affronta l'Argentina padrona di casa.

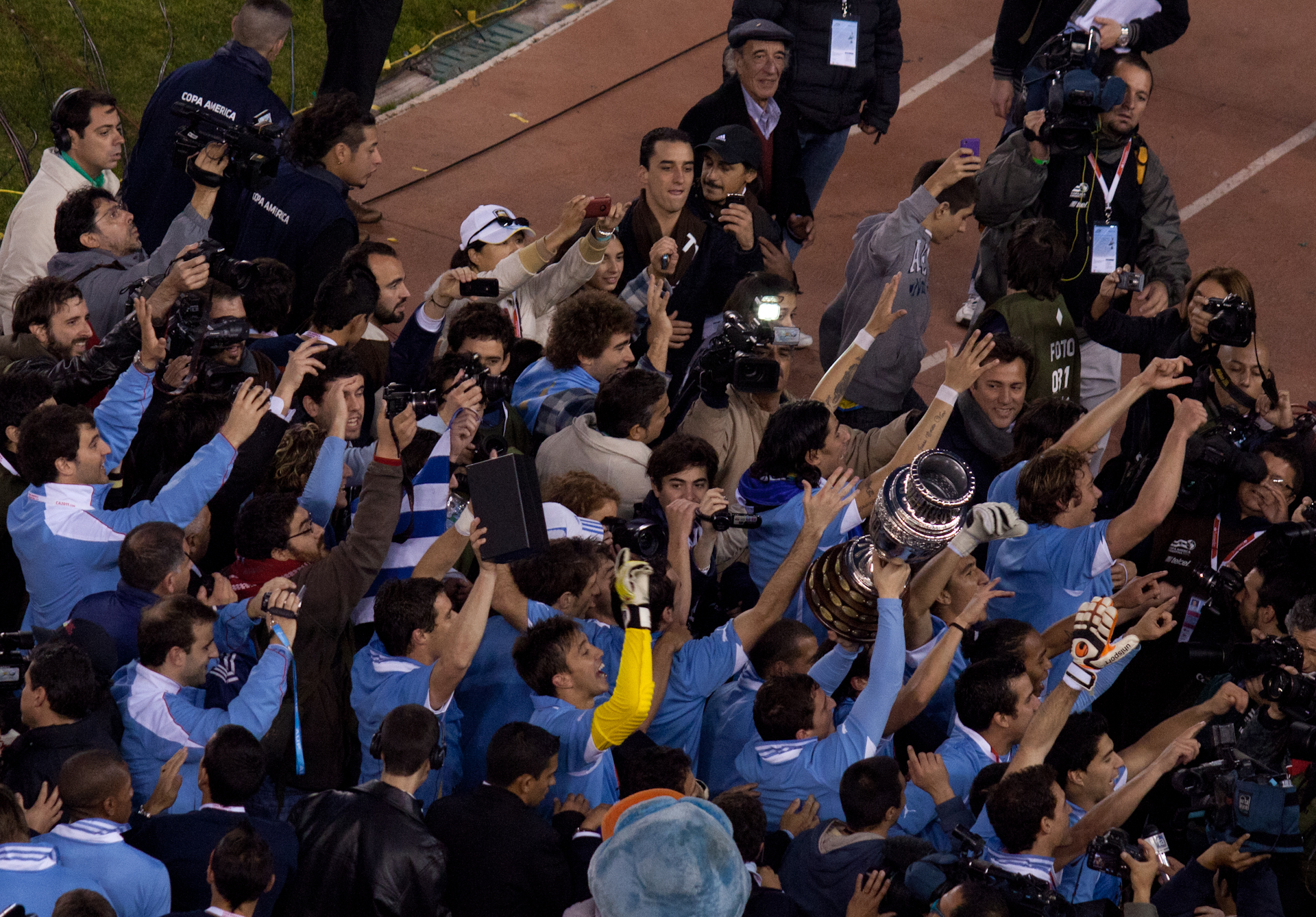
L'Uruguay in festa con la Coppa America dopo la vittoria contro il Paraguay.

La partita, disputata il 16 luglio allo stadio Brigadier General Estanislao López di Santa Fe, inizia bene per l'Uruguay, che passa in vantaggio dopo appena 5 minuti con Diego Fernando Pérez. L'Argentina pareggia 12 minuti dopo con Higuaín e il punteggio non si sblocca dall'1-1 neppure ai tempi supplementari. Ai rigori, è decisivo l'errore dell'argentino Tévez, il cui tiro è parato da Muslera.
L'Uruguay si qualifica così in semifinale per la quinta edizione consecutiva della Coppa America, ove affronta nuovamente il Perù. Il 19 luglio, a La Plata, la Celeste batte per 2-0 gli avversari con doppietta di Suárez, raggiungendo dopo 12 anni la finale della Coppa America.
In finale, il 24 luglio, al Monumental di Buenos Aires, l'Uruguay affronta il Paraguay (che, ai quarti di finale, aveva eliminato ai rigori il Brasile e, in semifinale, il Venezuela). La Celeste sfiora il gol in più occasioni già nei primi minuti di gara: l'Uruguay batte tre calci d'angolo nei primi 5 minuti, mentre, sempre a inizio partita, un colpo di testa di Lugano viene deviato in angolo dal difensore paraguaiano Ortigoza con la mano, non ravvisato dall'arbitro brasiliano Sálvio Fagundes.
All'11', comunque, l'Uruguay trova la rete del vantaggio con Suárez, raddoppiando a pochi minuti della fine del primo tempo con Forlán.
All'89', è nuovamente l'attaccante dell'Inter a siglare la rete che fissa il punteggio finale sul 3-0 per la Celeste.
L'Uruguay vince per la quindicesima volta la Coppa America, a distanza di 16 anni dall'ultima affermazione, e torna ad essere la squadra sudamericana con il maggior numero di titoli continentali in assoluto, staccando la nazionale argentina, ferma a quota quattordici dal 1993.

#### Confederations Cup 2013

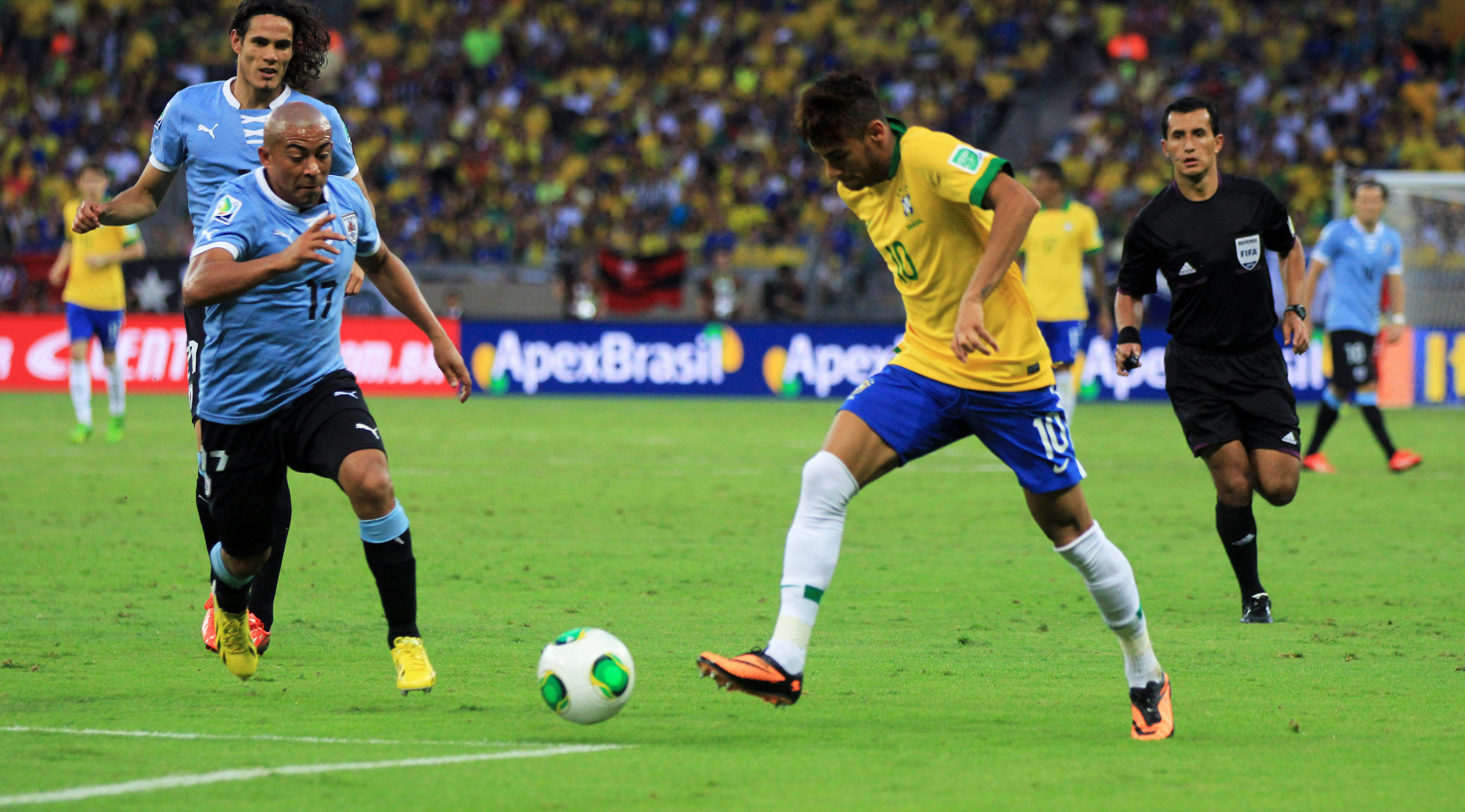
L'Uruguay nella Confederations Cup 2013, nella semifinale contro il Brasile.

Nel 2013 l'Uruguay partecipa alla FIFA Confederations Cup in Brasile da campione continentale: la squadra allenata da Tabárez supera il girone con due vittorie (2-1 contro la Nigeria e 8-0 contro Tahiti) dopo aver perso per 1-2 all'esordio contro la Spagna. Battuta in semifinale proprio dai brasiliani (per 2-1, con il capitano Forlán che si fa parare un calcio di rigore da Júlio César), la Celeste perde anche la finale per il terzo posto contro l'Italia ai rigori (2-2 dopo i tempi supplementari, con gli uruguagi che avevano rimontato per due volte lo svantaggio, grazie alla doppietta di Edinson Cavani).

#### Mondiale 2014

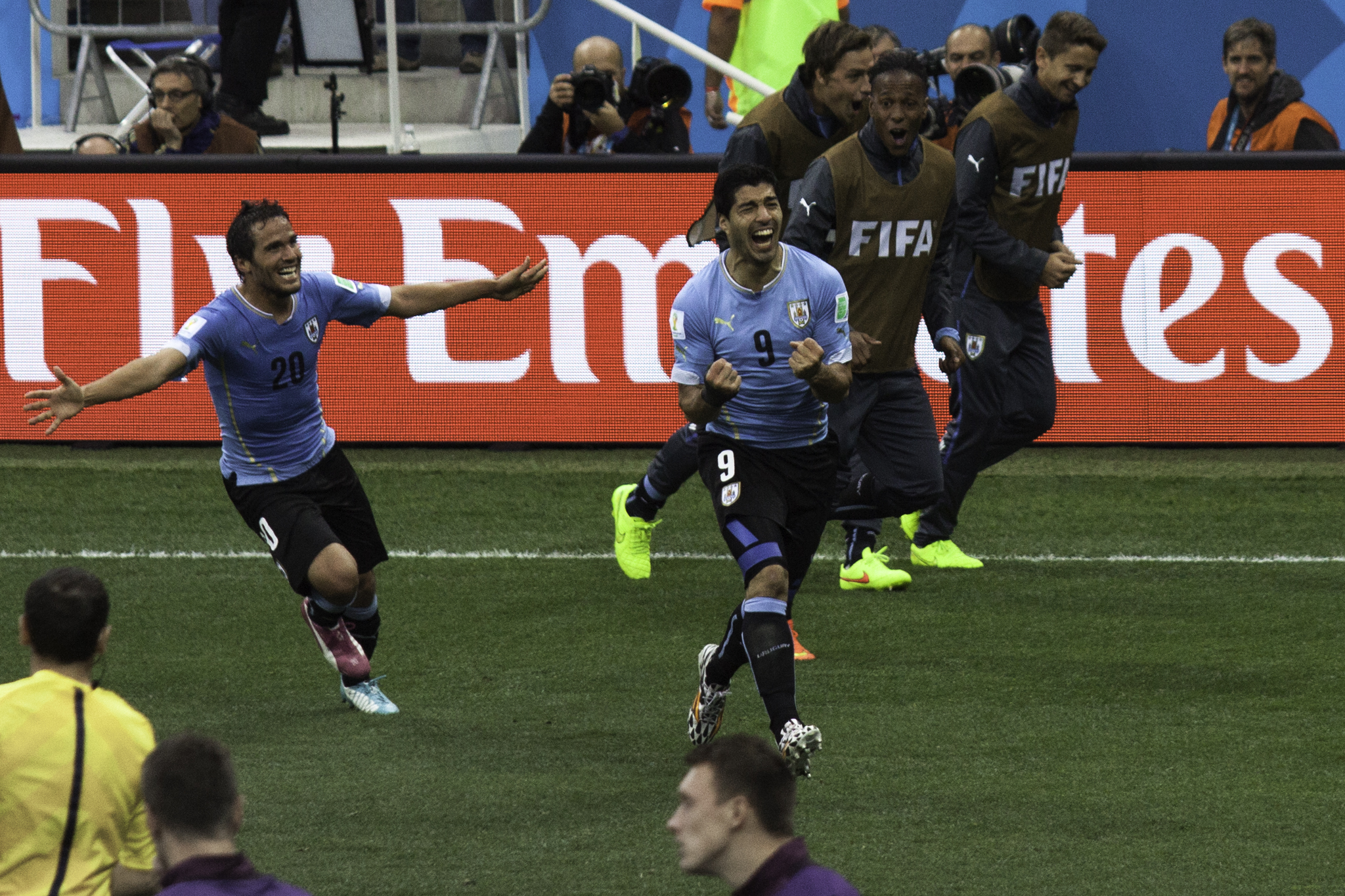
Luis Suárez esulta dopo il gol realizzato all' ai Mondiali 2014.

La Celeste riesce a qualificarsi al campionato del mondo del 2014 tramite i play-off, nei quali si impone contro la Giordania, vincendo per 5-0 nella gara di andata in trasferta e pareggiando per 0-0 nella gara di ritorno in casa. Per la fase finale è sorteggiata in un difficile girone insieme a Inghilterra, Italia e Costa Rica. È proprio davanti a quest'ultima nazionale che gli uruguaiani cadono a sorpresa per 3-1 nella gara d'esordio; riscattatisi vincendo per 2-1 contro gli inglesi, i sudamericani, obbligati alla vittoria nell'ultima partita, prevalgono per 1-0 contro l'Italia, condannandoli all'eliminazione. Nel corso della partita Suárez si rende protagonista di un grave episodio, un morso a Giorgio Chiellini non visto dall'arbitro ma rilevato nella prova televisiva, condotta antisportiva che costerà al calciatore la squalifica per 4 mesi dal calcio e per 9 giornate con la maglia della nazionale. Privi del loro centravanti, gli uruguaiani saranno sconfitti agli ottavi di finale dalla Colombia per 2-0.

#### Coppa America 2015
Nella Copa América 2015 l'Uruguay di Tabárez supera la prima fase in qualità di migliore terza con una vittoria, un pari e una sconfitta, ma viene eliminato dai padroni di casa del Cile ai quarti di finale. Dopo la rissa nata tra gli occupanti delle panchine alla fine del match, Edinson Cavani e lo stesso CT rimediano una squalifica.

#### Coppa America Centenario
Nella Copa América Centenario, disputata negli Stati Uniti l'anno seguente, l'Uruguay di Tabárez, nonostante l'assenza di Luis Suárez per infortunio, è tra le favorite per la vittoria finale, ma delude, rimediando una clamorosa eliminazione già nella prima fase, con due sconfitte consecutive (1-3 contro il Messico e 0-1 contro il Venezuela) e un'inutile vittoria (3-0) contro il fanalino di coda del girone, la Giamaica. La stampa accusa il CT di non aver schierato, nel secondo e decisivo match perso contro i venezuelani, la stella Suárez, presente in panchina seppur acciaccato e visibilmente contrariato per la scelta del suo allenatore, che rivendica la scelta di non impiegare giocatori infortunati. Si tratta di un risultato storico, in quanto l'Uruguay non era mai stato eliminato ai gironi della Copa América.

#### Mondiale 2018
L'Uruguay si qualificò poi per il campionato del mondo 2018 grazie al secondo posto ottenuto nel girone eliminatorio della CONMEBOL. Per la prima volta da quando fu introdotto il girone all'italiana per le qualificazioni ai mondiali nella zona CONMEBOL, l'Uruguay raggiunse la qualificazione al mondiale in modo diretto, senza passare per gli spareggi.
In Russia la squadra di Tabárez, inserita in un girone con i padroni di casa della Russia, Arabia Saudita ed Egitto, si qualificò agli ottavi di finale come prima classificata del proprio raggruppamento e senza subire un gol, grazie a tre vittorie contro Egitto (1-0), Arabia Saudita (1-0) e Russia (3-0). Agli ottavi di finale ebbe la meglio sul Portogallo Campione d'Europa in carica, battendolo per 2-1 con una doppietta di Edinson Cavani. Ai quarti di finale, privo di Cavani, infortunato e in panchina, l'Uruguay fu eliminato dalla Francia (2-0).

#### Coppa America 2019
Nella Coppa America 2019 l'Uruguay vinse il girone ottenendo due vittorie contro Ecuador (4-0) e Cile (1-0), inframmezzate dal pareggio contro il Giappone (2-2), ma fu eliminato già ai quarti di finale dal Perù per 5-4 ai tiri di rigore, dopo lo 0-0 dei 90 minuti di gioco: decisivo fu il tiro fallito dal dischetto, al primo tentativo dei suoi, di Luis Suárez, unico errore sui dieci tiri complessivi effettuati dalle due squadre.

### Anni duemilaventi

#### Coppa America 2021
Stessa sorte ebbero gli uruguagi nella Coppa America 2021, dove esordirono con una sconfitta contro l'Argentina (1-0), seguita dal pari contro il Cile (1-1) e dalle vittorie contro la Bolivia (2-0) e il Paraguay (1-0). Il secondo posto nel girone consentì la qualificazione ai quarti di finale, dove l'Uruguay ebbe la peggio (2-4) ai tiri di rigore contro la Colombia, dopo lo 0-0 maturato al termine dei 90 minuti di gioco.

#### Mondiale 2022
L'Uruguay si qualificò al campionato del mondo 2022 grazie al terzo posto nel girone sudamericano, frutto di 8 vittorie, 4 pareggi e 6 sconfitte, con una differenza reti pari a 0 (22 gol fatti e 22 gol subiti). Nella fase finale del torneo, inserita nel girone H con Portogallo, Corea del Sud e Ghana, la nazionale uruguaiana è stata eliminata al primo turno, pur concludendo a pari punti con la nazionale sudcoreana, per il minor numero di reti segnate a parità di punti e differenza reti complessiva.

#### Coppa America 2024
Nella Coppa America 2024 l'Uruguay supera la fase a gironi con un percorso netto di tre vittorie in tre partite, contro Panama (3-1), Bolivia (5-0) e gli Stati Uniti padroni di casa (1-0), poi elimina il Brasile ai quarti di finale (0-0 dopo novanta minuti, 4-2 dopo i tiri di rigore) e viene eliminato dalla Colombia in semifinale (0-1). Ottiene poi il terzo posto battendo nella finale di consolazione il Canada (2-2 dopo novanta minuti, 4-3 dopo i tiri di rigore).

## Colori e simboli

### L'uniforme

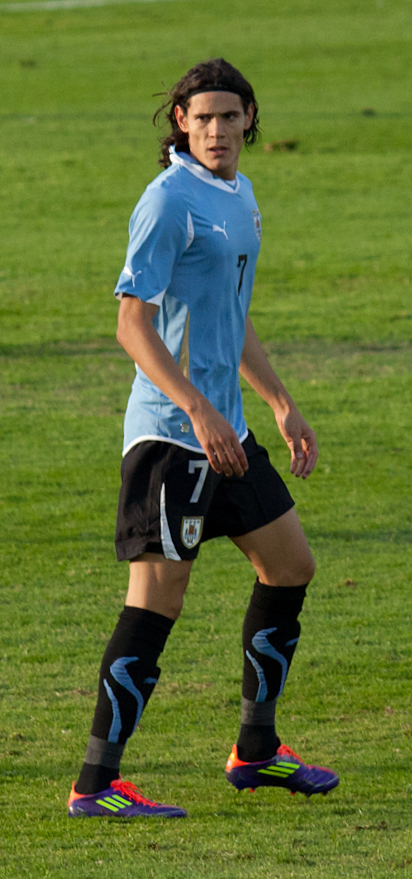
Edinson Cavani con la classica divisa della nazionale uruguagia.

Dal 1901, anno della prima partita, al 1910 la nazionale uruguaiana non ha avuto un'uniforme ufficiale.
La storica sfida contro l'Argentina del 16 maggio 1901 vede l'Uruguay scendere in campo con la maglia dell'Albion di Montevideo, dai colori blu e rosso. La scelta di questa divisa si lega alla volontà di omaggiare quello che era stato il primo team uruguaiano a vincere una partita all'estero, nel 1896 contro gli argentini del Retiro a Buenos Aires.
Dopo una grande quantità di "esperimenti", nel 1910 avviene la scelta definitiva. Un altro grande club uruguaiano dell'epoca, il River Plate Football Club di Montevideo (poi scomparso), vince quell'anno il suo secondo titolo nazionale e subito dopo batte i fortissimi argentini dell'Alumni Athletic Club. La vittoria dà un grande prestigio al calcio uruguaiano e l'AUF decide di adottare come uniforme ufficiale la stessa utilizzata dal River Plate in quell'occasione: maglietta celeste, pantaloncini e calzettoni neri (corrispondente alla casacca di riserva del River Plate). La divisa resterà sempre tale, tranne i pantaloncini, divenuti blu tra il 1992 e il 1996, anno in cui tornarono neri. Tuttavia i pantaloncini e i calzettoni vengono utilizzati di colore celeste, come la maglia, in alcune partite in cui gli avversari possono avere la stessa combinazione cromatica.
Circa invece la maglia di riserva, ormai da oltre settant'anni l'Uruguay adotta abitualmente una casacca rossa, accompagnata da pantaloncini e calzettoni bianchi. La scelta di tale divisa avviene nel 1935, in occasione del Campeonato Sudamericano de Football di quell'anno. Nell'ultima partita, disputata il 27 gennaio a Lima, l'Uruguay e l'Argentina decidono di affrontarsi utilizzando divise che rendano i giocatori più distinguibili al pubblico, ma anche a sé stessi: l'Argentina sceglie una maglia bianca, l'Uruguay quella rossa. Il rosso porta fortuna agli uruguaiani, che vincono 3-0. Da allora l'uniforme rossa sarebbe stata la tradizionale casacca di riserva della nazionale uruguaiana, per quanto l'AUF l'avrebbe adottata ufficialmente solo nel 1991.
La maglia rossa come seconda divisa non è stata, comunque, costante, ricorrendo talora l'Uruguay a una maglia bianca, soprattutto in occasione dei mondiali di calcio: così è avvenuto, ad esempio, ai mondiali di Messico '86, nelle partite contro la Danimarca e l'Argentina; ai mondiali di Italia '90, nelle partite contro il Belgio, la Corea del Sud e l'Italia; e ai mondiali di Sudafrica 2010, nella partita contro i padroni di casa.
Da giugno 2024, durante la Copa América 2024, il fornitore tecnico è Nike.

### Lo stemma
L'Uruguay ha vinto due campionati mondiali della FIFA, più due tornei olimpici, organizzati anche essi dalla federazione massima, considerati come "titoli mondiali" amatoriali (il professionismo era agli albori) – nel gioco del calcio antecedente il 1930, infatti, la vittoria olimpica era ritenuta al pari di un successo mondiale; per questo, sullo stemma dell'AUF campeggiano quattro stelle. Si ricordi, in proposito, che le federazioni nazionali di calcio appongono tradizionalmente una stella dorata al proprio stemma per ogni mondiale vinto.
Delle quattro stelle presenti sullo stemma dell'AUF, due fanno quindi riferimento alle vittorie mondiali del 1930 e 1950 (ottenute nelle due edizioni con tredici squadre partecipanti), e le altre due ai successi nei tornei olimpici del 1924 e 1928 (a cui parteciparono, rispettivamente, 22 e 17 nazionali): ciò è confermato nel sito ufficiale dell'AUF, ove, nella presentazione di apertura, compaiono i riferimenti a Colombes (Parigi 1924) e ad Amsterdam (1928); i quali sono riconosciuti dalla FIFA come "titoli mondiali dilettantistici" (secondo alcune fonti la decisione fu presa nel congresso del 1914, secondo la fonte FIFA, nel 1924), che li separa a livello giuridico (dilettantismo e professionismo) e statistico dai campionati mondiali di calcio, il cui computo parte dall'edizione del 1930. L'entità massima però parla di campionati (tornei) mondiali e non esplicitamente di "titolo mondiale" come qualifica attribuita al vincitore. La FIFA infatti approvò un documento che sanciva che, se i futuri tornei olimpici fossero stati organizzati nel rispetto delle regole dell'entità massima, il torneo sarebbe stato riconosciuto come un campionato mondiale, ma che il primo campionato mondiale ufficiale (inteso come organizzato esclusivamente dall'entità massima) FIFA si sarebbe giocato nel 1930. Secondo alcune fonti, in un certificato del 1950, la FIFA attribuisce quattro titoli mondiali ufficiali (intesi come riconosciuti ufficialmente dalla federazione mondiale) all’Uruguay, anche se solo due coppe Rimet.
La FIFA, per quanto riguarda le stelle celebrative, non aveva dato indicazioni specifiche prima del 2010 ma aveva semplicemente stabilito, per le federazioni vincitrici del mondiale, la possibilità di utilizzare un simbolo celebrativo, senza indicare quale; l'uso della stella è stato convenzionale fino a quella data; il paragrafo 16.2 della sezione dedicata alle divise da gioco regola l'uso delle stelle per le nazionali maschili e femminili vincitrici del mondiale. Ci si è chiesto se il riconoscimento della FIFA dei tornei mondiali implicasse l'assegnazione del titolo di "campione del mondo" visto che la parola ufficiale nel documento FIFA sulla Coppa del mondo lasciava spazio ad interpretazioni; il fatto che sia permesso alla nazionale celeste di sfoggiare 4 stelle sulla maglia, come avvenuto ai mondiali in Russia nel 2018, a differenza di altre squadre che solitamente appongono le stelle per evocare i trionfi continentali, come tradizionalmente fanno le nazionali africane, conferma l'ufficialità dei titoli mondiali della nazionale sudamericana.
La federazione mondiale inoltre ha stabilito, dopo un'accurata analisi, che i tornei olimpici dal 1908 al 1948 sono stati disputati dalle nazionali maggiori, mentre quelli dal 1952 in avanti sono stati giocati dalle nazionali olimpiche. La FIFA, sul suo sito ufficiale, nelle pagine dedicate alle varie federazioni, distingue tra "Fifa World Cup" (dal 1930, con indicazione del numero di partecipazioni e di piazzamenti nei primi quattro posti) ed "Olympic Football Tournament" (dal 1908, con indicazione, anche in questo caso, dei piazzamenti nei primi quattro posti). Il sito ufficiale "www.fifa.com" indica le vittorie olimpiche nella sezione "FIFA Tournaments".

## Palmarès
- Campionato mondiale: 2

Uruguay 1930, Brasile 1950
- Torneo Olimpico: 2 (record condiviso con il Regno Unito)[40]

Parigi 1924, Amsterdam 1928
- Coppa America: 15

Argentina 1916, Uruguay 1917, Cile 1920, Uruguay 1923, Uruguay 1924, Cile 1926, Perù 1935, Uruguay 1942, Uruguay 1956, Ecuador 1959, Uruguay 1967, Copa América 1983, Argentina 1987, Uruguay 1995, Argentina 2011

## Partecipazioni ai tornei internazionali

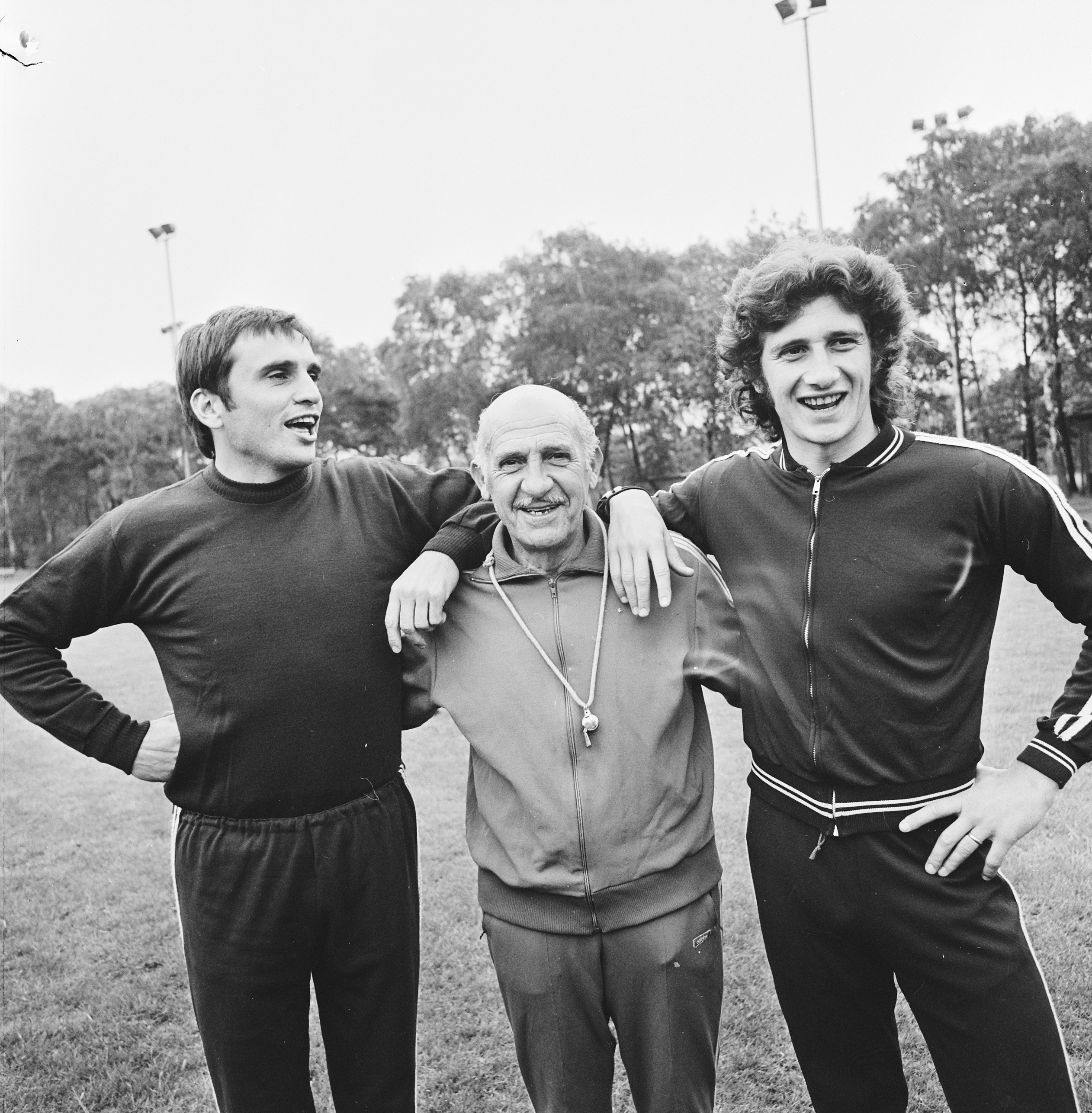
Ladislao Mazurkiewicz, il CT Roberto Porta e Fernando Morena in allenamento ai mondiali del 1974.

Legenda: Grassetto: Risultato migliore, Corsivo: Mancate partecipazioni

### Campionato Panamericano
La selezione platense ha partecipato al primo dei tre Campionati Panamericani, ottenendo un terzo posto.

### Coppa Artemio Franchi
L'Uruguay ha disputato una Coppa Artemio Franchi nel 1985, perdendo contro la Francia.

### Giochi panamericani
La nazionale charrúa ha partecipato ai Giochi panamericani in 7 occasioni. Tuttavia, data la natura dilettantistica della manifestazione, era impedita per regolamento la convocazione dei professionisti. Dunque fino al 2003 le selezioni erano costituite da giovani o calciatori di seconda fascia, mentre da tale data, vi è l'obbligo di schierare le Under-20. Pertanto dalla prima edizione del 1951 a quella del 1999 la Celeste in tre partecipazioni ha collezionato una medaglia d'oro.

### Coppa d'Oro dei Campioni del Mondo
La nazionale uruguaiana ha vinto inoltre il torneo noto come Mundialito, organizzato a Montevideo tra il dicembre 1980 e il gennaio 1981, ed ospitante le selezioni che fino a quel momento si erano aggiudicate almeno un Mondiale (l'Inghilterra rinunciò, e fu sostituita dall'Olanda, finalista nelle ultime due edizioni disputate fino a quella data).

## Statistiche dettagliate sui tornei internazionali

### Mondiali

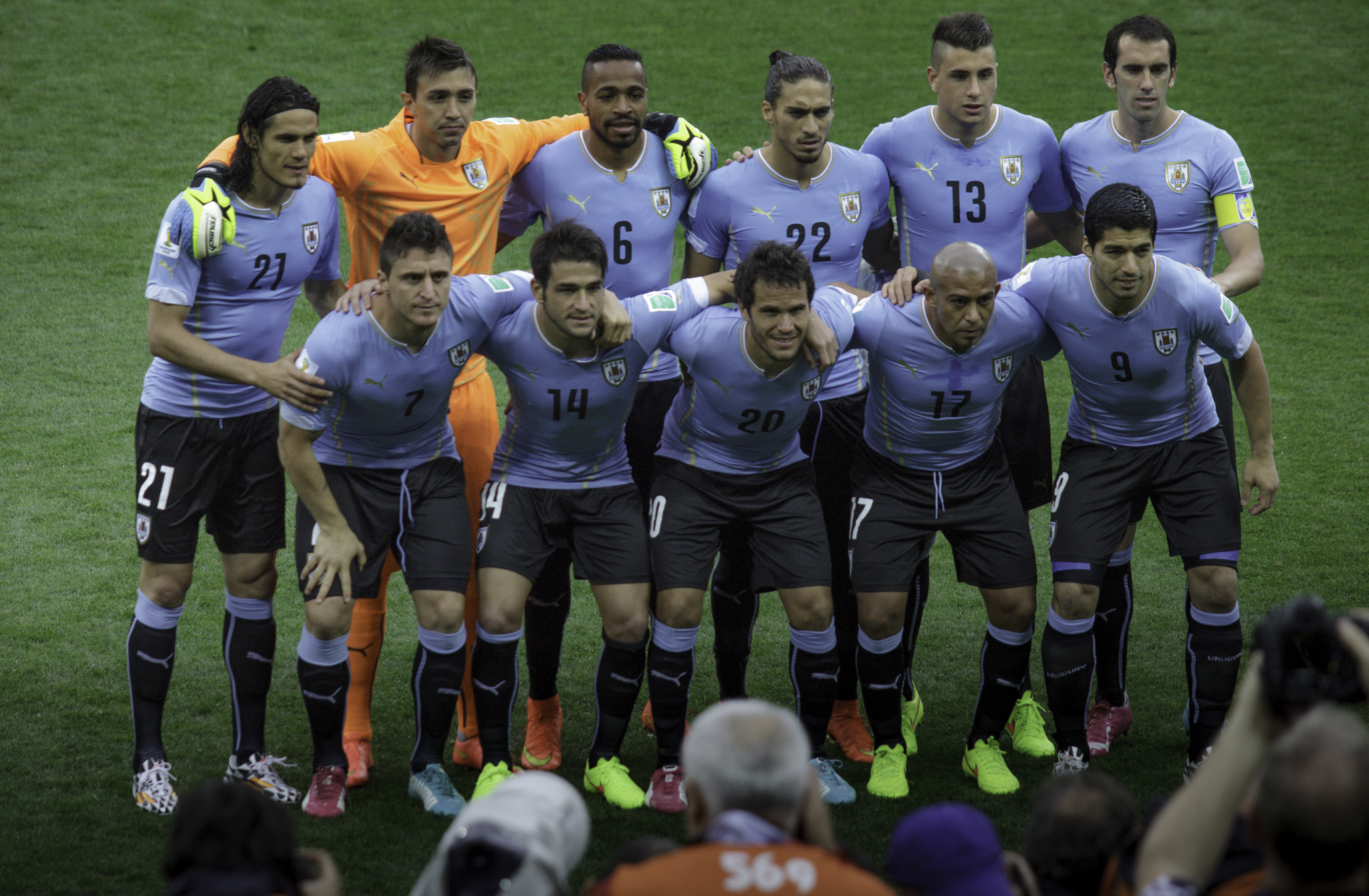
L'undici della Celeste prima di una partita al Mondiale brasiliano del 2014

| Anno | Luogo                    | Piazzamento      | V | N | P | Gol  |
| ---- | ------------------------ | ---------------- | - | - | - | ---- |
| 1930 | Uruguay                  | Campione         | 4 | 0 | 0 | 15:3 |
| 1934 | Italia                   | Non partecipante | - | - | - | -    |
| 1938 | Francia                  | Non partecipante | - | - | - | -    |
| 1950 | Brasile                  | Campione         | 3 | 1 | 0 | 15:5 |
| 1954 | Svizzera                 | Quarto posto     | 3 | 0 | 2 | 16:9 |
| 1958 | Svezia                   | Non qualificata  | - | - | - | -    |
| 1962 | Cile                     | Primo turno      | 1 | 0 | 2 | 4:6  |
| 1966 | Inghilterra              | Quarti di finale | 1 | 2 | 1 | 2:5  |
| 1970 | Messico                  | Quarto posto     | 2 | 1 | 3 | 4:5  |
| 1974 | Germania Ovest           | Primo turno      | 0 | 1 | 2 | 1:6  |
| 1978 | Argentina                | Non qualificata  | - | - | - | -    |
| 1982 | Spagna                   | Non qualificata  | - | - | - | -    |
| 1986 | Messico                  | Ottavi di finale | 0 | 2 | 2 | 2:8  |
| 1990 | Italia                   | Ottavi di finale | 1 | 1 | 2 | 2:5  |
| 1994 | Stati Uniti              | Non qualificata  | - | - | - | -    |
| 1998 | Francia                  | Non qualificata  | - | - | - | -    |
| 2002 | Corea del Sud / Giappone | Primo turno      | 0 | 2 | 1 | 4:5  |
| 2006 | Germania                 | Non qualificata  | - | - | - | -    |
| 2010 | Sudafrica                | Quarto posto     | 3 | 2 | 2 | 11:8 |
| 2014 | Brasile                  | Ottavi di finale | 2 | 0 | 2 | 4:6  |
| 2018 | Russia                   | Quarti di finale | 4 | 0 | 1 | 7:3  |
| 2022 | Qatar                    | Primo turno      | 1 | 1 | 1 | 2:2  |

### Copa América

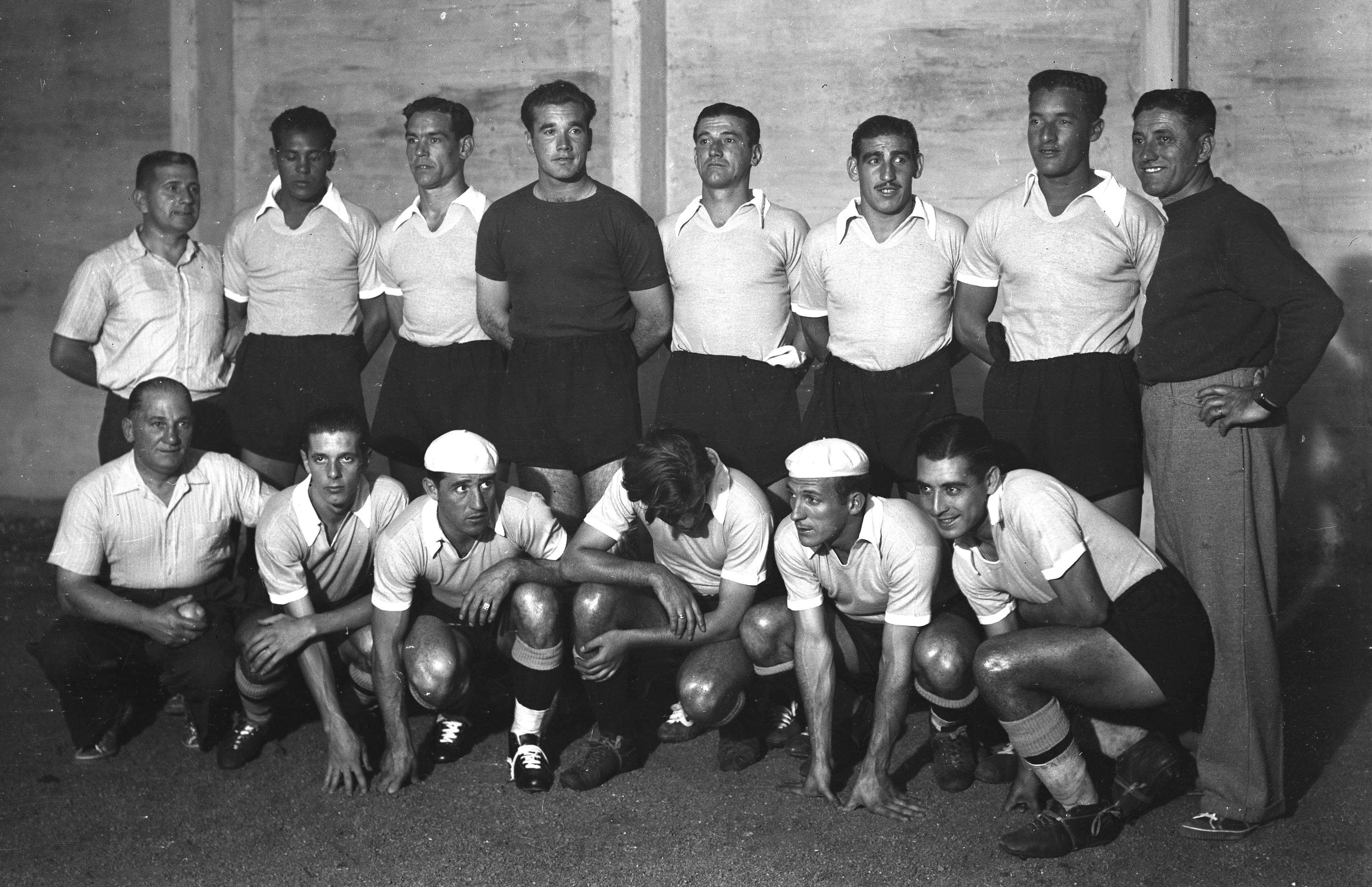
L'Uruguay campione del Sudamerica nel 1942

| Anno    | Luogo       | Piazzamento      | V | N | P | Gol   |
| ------- | ----------- | ---------------- | - | - | - | ----- |
| 1916    | Argentina   | Campione         | 2 | 1 | 0 | 6:1   |
| 1917    | Uruguay     | Campione         | 3 | 0 | 0 | 9:0   |
| 1919    | Brasile     | Secondo posto    | 2 | 1 | 1 | 7:5   |
| 1920    | Cile        | Campione         | 2 | 1 | 0 | 9:2   |
| 1921    | Argentina   | Terzo posto      | 1 | 0 | 2 | 3:4   |
| 1922    | Brasile     | Terzo posto      | 2 | 1 | 1 | 3:1   |
| 1923    | Uruguay     | Campione         | 3 | 0 | 0 | 6:1   |
| 1924    | Uruguay     | Campione         | 2 | 1 | 0 | 8:1   |
| 1925    | Argentina   | Rinuncia         | - | - | - | -     |
| 1926    | Cile        | Campione         | 4 | 0 | 0 | 17:2  |
| 1927    | Perù        | Secondo posto    | 2 | 0 | 1 | 15:3  |
| 1929    | Argentina   | Terzo posto      | 1 | 0 | 2 | 4:6   |
| 1935    | Perù        | Campione         | 3 | 0 | 0 | 6:1   |
| 1937    | Argentina   | Terzo posto      | 2 | 0 | 3 | 11:14 |
| 1939    | Perù        | Secondo posto    | 3 | 0 | 1 | 13:5  |
| 1941    | Cile        | Secondo posto    | 3 | 0 | 1 | 10:1  |
| 1942    | Uruguay     | Campione         | 6 | 0 | 0 | 21:2  |
| 1945    | Cile        | Quarto posto     | 3 | 0 | 3 | 14:6  |
| 1946    | Argentina   | Quarto posto     | 2 | 0 | 3 | 11:9  |
| 1947    | Ecuador     | Terzo posto      | 5 | 0 | 2 | 21:8  |
| 1949    | Brasile     | Sesto posto      | 2 | 1 | 4 | 14:20 |
| 1953    | Perù        | Terzo posto      | 3 | 1 | 2 | 15:6  |
| 1955    | Cile        | Quarto posto     | 2 | 1 | 2 | 12:12 |
| 1956    | Uruguay     | Campione         | 4 | 1 | 0 | 9:3   |
| 1957    | Perù        | Terzo posto      | 4 | 0 | 2 | 15:12 |
| 1959 I  | Argentina   | Sesto posto      | 2 | 0 | 4 | 15:14 |
| 1959 II | Ecuador     | Campione         | 3 | 1 | 0 | 13:1  |
| 1963    | Bolivia     | Rinuncia         | - | - | - | -     |
| 1967    | Uruguay     | Campione         | 4 | 1 | 0 | 13:2  |
| 1975    | Itinerante  | Terzo posto      | 1 | 0 | 1 | 1:3   |
| 1979    | Itinerante  | Primo turno      | 1 | 2 | 1 | 5:5   |
| 1983    | Itinerante  | Campione         | 5 | 2 | 1 | 12:6  |
| 1987    | Argentina   | Campione         | 2 | 0 | 0 | 2:0   |
| 1989    | Brasile     | Secondo posto    | 4 | 0 | 3 | 11:3  |
| 1991    | Cile        | Primo turno      | 1 | 3 | 0 | 4:3   |
| 1993    | Ecuador     | Quarti di finale | 1 | 2 | 1 | 5:5   |
| 1995    | Uruguay     | Campione         | 4 | 2 | 0 | 11:4  |
| 1997    | Bolivia     | Primo turno      | 1 | 0 | 2 | 2:2   |
| 1999    | Paraguay    | Secondo posto    | 1 | 2 | 3 | 4:9   |
| 2001    | Colombia    | Quarto posto     | 2 | 2 | 2 | 7:7   |
| 2004    | Perù        | Terzo posto      | 3 | 2 | 1 | 12:10 |
| 2007    | Venezuela   | Quarto posto     | 2 | 2 | 2 | 8:9   |
| 2011    | Argentina   | Campione         | 3 | 3 | 0 | 9:3   |
| 2015    | Cile        | Quarti di finale | 1 | 1 | 2 | 2:3   |
| 2016    | Stati Uniti | Primo turno      | 1 | 0 | 2 | 4:4   |
| 2019    | Brasile     | Quarti di finale | 2 | 2 | 0 | 7:2   |
| 2021    | Brasile     | Quarti di finale | 2 | 2 | 1 | 4:2   |
| 2024    | Stati Uniti | Terzo posto      | 3 | 2 | 1 | 11:4  |

### Olimpiadi
| Anno | Luogo     | Piazzamento      | V | N | P | Gol  |
| ---- | --------- | ---------------- | - | - | - | ---- |
| 1908 | Londra    | Non partecipante | - | - | - | -    |
| 1912 | Stoccolma | Non partecipante | - | - | - | -    |
| 1920 | Anversa   | Non partecipante | - | - | - | -    |
| 1924 | Parigi    | Oro              | 5 | 0 | 0 | 20:2 |
| 1928 | Amsterdam | Oro              | 4 | 1 | 0 | 12:5 |
| 1936 | Berlino   | Non partecipante | - | - | - | -    |
| 1948 | Londra    | Non partecipante | - | - | - | -    |

- Nota bene: per le informazioni sui risultati ai Giochi olimpici nelle edizioni successive al 1948 visionare la pagina della nazionale olimpica.

### Confederations Cup
| Anno | Luogo                    | Piazzamento     | V | N | P | Gol  |
| ---- | ------------------------ | --------------- | - | - | - | ---- |
| 1992 | Arabia Saudita           | Non invitata    | - | - | - | -    |
| 1995 | Arabia Saudita           | Non invitata    | - | - | - | -    |
| 1997 | Arabia Saudita           | Quarto posto    | 3 | 0 | 2 | 8:6  |
| 1999 | Messico                  | Non qualificata | - | - | - | -    |
| 2001 | Corea del Sud / Giappone | Non qualificata | - | - | - | -    |
| 2003 | Francia                  | Non qualificata | - | - | - | -    |
| 2005 | Germania                 | Non qualificata | - | - | - | -    |
| 2009 | Sudafrica                | Non qualificata | - | - | - | -    |
| 2013 | Brasile                  | Quarto posto    | 2 | 1 | 2 | 14:7 |
| 2017 | Russia                   | Non qualificata | - | - | - | -    |

### Campionati Panamericani
| Anno | Luogo             | Piazzamento | V | N | P | Gol   |
| ---- | ----------------- | ----------- | - | - | - | ----- |
| 1952 | Santiago del Cile | Terzo posto | 3 | 0 | 2 | 16:10 |

## Rosa attuale
Lista dei giocatori convocati per le gare di qualificazione al campionato mondiale di calcio 2026 del 15 e 19 novembre 2024.
Presenze e reti aggiornate al termine della seconda gara.
|  | P | Sergio Rochet       | 23 marzo 1993    | 31 | -16 | Internacional    |  |  |
|  | P | Santiago Mele       | 6 settembre 1997 | 4  | -5  | Atlético Junior  |  |  |
|  | P | Franco Israel       | 22 aprile 2000   | 1  | -1  | Sporting Lisbona |  |  |
|  |   |                     |                  |    |     |                  |  |  |
|  | D | José Giménez        | 20 gennaio 1995  | 92 | 8   | Atlético Madrid  |  |  |
|  | D | Mathías Olivera     | 31 ottobre 1997  | 26 | 2   | Napoli           |  |  |
|  | D | Guillermo Varela    | 24 marzo 1993    | 20 | 0   | Flamengo         |  |  |
|  | D | Marcelo Saracchi    | 23 aprile 1998   | 9  | 0   | Boca Juniors     |  |  |
|  | D | Santiago Bueno      | 9 novembre 1998  | 6  | 0   | Wolverhampton    |  |  |
|  | D | José Luis Rodríguez | 14 marzo 1997    | 3  | 0   | Vasco da Gama    |  |  |
|  | D | Nicolás Marichal    | 17 marzo 2001    | 2  | 0   | Dinamo Mosca     |  |  |
|  | D | Juan Rodríguez      | 30 maggio 2005   | 1  | 0   | Peñarol          |  |  |
|  |   |                     |                  |    |     |                  |  |  |
|  | C | Federico Valverde   | 22 luglio 1998   | 67 | 8   | Real Madrid      |  |  |
|  | C | Rodrigo Bentancur   | 25 giugno 1997   | 66 | 3   | Tottenham        |  |  |
|  | C | Nahitan Nández      | 28 dicembre 1995 | 64 | 0   | Al-Qadisiya      |  |  |
|  | C | Manuel Ugarte       | 11 aprile 2001   | 27 | 1   | Manchester Utd   |  |  |
|  | C | Maximiliano Araújo  | 15 febbraio 2000 | 20 | 3   | Sporting Lisbona |  |  |
|  | C | Nicolás Fonseca     | 19 ottobre 1998  | 3  | 0   | River Plate      |  |  |
|  |   |                     |                  |    |     |                  |  |  |
|  | A | Darwin Núñez        | 24 giugno 1999   | 33 | 13  | Liverpool        |  |  |
|  | A | Facundo Pellistri   | 20 dicembre 2001 | 32 | 2   | Panathīnaïkos    |  |  |
|  | A | Brian Rodríguez     | 20 maggio 2000   | 26 | 4   | América          |  |  |
|  | A | Facundo Torres      | 13 aprile 2000   | 18 | 1   | Palmeiras        |  |  |
|  | A | Cristian Olivera    | 17 aprile 2002   | 11 | 0   | Los Angeles FC   |  |  |
|  | A | Luciano Rodríguez   | 16 luglio 2003   | 4  | 0   | Bahia            |  |  |
|  | A | Rodrigo Aguirre     | 1º ottobre 1994  | 2  | 1   | América          |  |  |

## Record individuali
Record aggiornati all'11 giugno 2025.
- ln grassetto i giocatori ancora in attività in nazionale.

| Pos. | Giocatore          | Presenze | Reti | Periodo   |
| ---- | ------------------ | -------- | ---- | --------- |
| 1    | Diego Godín        | 161      | 8    | 2005-2022 |
| 2    | Luis Suárez        | 143      | 69   | 2007-2024 |
| 3    | Edinson Cavani     | 136      | 58   | 2008-2022 |
| 4    | Fernando Muslera   | 133      | 0    | 2009-2022 |
| 5    | Maxi Pereira       | 125      | 3    | 2005-2018 |
| 6    | Martín Cáceres     | 116      | 4    | 2007-2022 |
| 7    | Diego Forlán       | 112      | 36   | 2002-2014 |
| 8    | Cristian Rodríguez | 110      | 11   | 2003-2018 |
| 9    | José Giménez       | 96       | 8    | 2013-     |
| 10   | Diego Lugano       | 95       | 9    | 2003-2014 |

| Pos. | Giocatore       | Reti | Presenze | Periodo   | Reti/pr. |
| ---- | --------------- | ---- | -------- | --------- | -------- |
| 1    | Luis Suárez     | 69   | 143      | 2007-2024 | 0,48     |
| 2    | Edinson Cavani  | 58   | 136      | 2008-2022 | 0,43     |
| 3    | Diego Forlán    | 36   | 112      | 2002-2014 | 0,32     |
| 4    | Héctor Scarone  | 31   | 52       | 1917-1930 | 0,60     |
| 5    | Ángel Romano    | 28   | 69       | 1911-1927 | 0,41     |
| 6    | Óscar Míguez    | 27   | 39       | 1950-1958 | 0,67     |
| 7    | Sebastián Abreu | 26   | 70       | 1996-2012 | 0,37     |
| 8    | Pedro Petrone   | 24   | 29       | 1923-1930 | 0,83     |
| 9    | Carlos Aguilera | 23   | 65       | 1982-1997 | 0,35     |
| 10   | Fernando Morena | 22   | 53       | 1971-1983 | 0,42     |

## Commissari tecnici

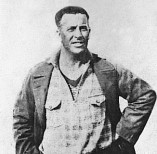
Alberto Suppici, ct. dell'Uruguay campione del mondo 1930.

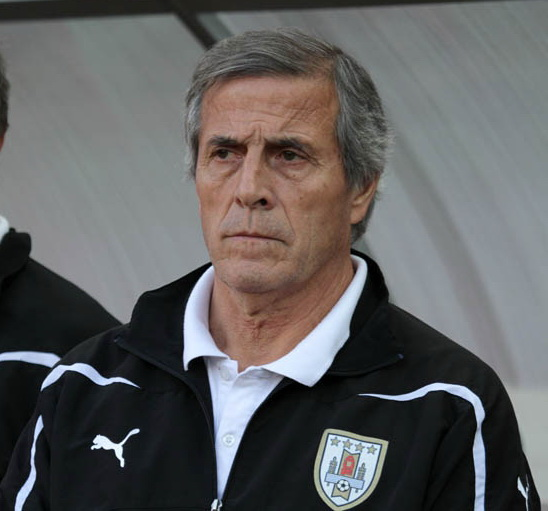
Óscar Tabárez, allenatore della Celeste dal 1988 al 1990 e dal 2006 al 2021.

| - 1916: Jorge Pacheco - Alfredo Foglino - 1917 - 1918: Ramón Platero - 1919 - 1920: Severino Castillo - 1920 - 1922: Ernesto Fígoli - 1922 - 1923: Pedro Olivieri - 1923 - 1924: Leonardo De Lucca - 1924: Ernesto Fígoli - 1924 - 1926: Ernesto Meliante - 1926: Andrés Mazali - Ernesto Fígoli - 1927 - 1928: Luis Grecco - 1928: Primo Giannotti - 1928 - 1932: Alberto Suppici - 1932 - 1935: Raúl Blanco - 1935 - 1941: Alberto Suppici - 1941 - 1942: Pedro Cea - 1942 - 1945: José Nasazzi - 1945 - 1946: Aníbal Tejada - 1946: Guzmán Vila Gomensoro - 1946 - 1949: Juan López Fontana - 1949: Oscar Marcenaro - 1949 - 1955: Juan López Fontana - 1955: Juan Carlos Corazzo - 1955 - 1957: Hugo Bagnulo - 1957 - 1959: Juan López Fontana - 1959: Héctor Castro - 1959 - 1961: Juan Carlos Corazzo - 1961 - 1962: Enrique Fernández - 1962 - 1964: Juan Carlos Corazzo |  | - 1964 - 1965: Rafael Milans - 1965 - 1967: Ondino Viera - 1967 - 1969: Enrique Fernández - 1969 - 1970: Juan Hohberg - 1970 - 1973: Hugo Bagnulo - 1973 - 1974: Roberto Porta - 1974 - 1975: Juan Alberto Schiaffino - 1975 - 1977: José María Rodríguez - 1977: Juan Hohberg - 1977 - 1979: Raúl Bentancor - 1979 - 1982: Roque Máspoli - 1982 - 1987: Omar Borrás - 1987 - 1988: Roberto Fleitas - 1988 - 1990: Óscar Tabárez - 1990 - 1993: Luis Cubilla - 1993 - 1994: Ildo Maneiro - 1994 - 1996: Héctor Núñez - 1996 - 1997: Juan Ahuntchaín - 1997 - 1998: Roque Máspoli - 1998 - 2000: Víctor Púa - 2000 - 2001: Daniel Passarella - 2001 - 2003: Víctor Púa - 2003 - 2004: Juan Ramón Carrasco - 2004 - 2006: Jorge Fossati - 2006 - 2021: Óscar Tabárez - 2021 - 2023: Diego Alonso - 2023: Marcelo Broli (ad interim) - 2023 - in carica: Marcelo Bielsa |

## Tutte le rose

### Mondiali
Coppa del Mondo FIFA 1930P Ballestrero, P Capuccini, D Mascheroni, D Nasazzi, D Recoba, D Tejera, C Andrade, C Fernández, C Gestido, C Melogno, C Píriz, C Riolfo, A Anselmo, A Calvo, A Castro, A Cea, A Dorado, A Iriarte, A Petrone, A Saldombide, A Scarone, A Urdinarán, CT: Suppici
Coppa del Mondo FIFA 1950P Máspoli, P Paz, D Gambetta, D J. González, D M. González, D Martínez, D Tejera, D Vilches, C Ortuño, C Pini, C Rodríguez Andrade, C Varela, A Britos, A Burgueño, A Ghiggia, A Míguez, A Morán, A Pérez, A Rijo, A Romero, A Schiaffino, A Vidal, CT: López Fontana
Coppa del Mondo FIFA 19541 Máspoli, 2 Santamaría, 3 Martínez, 4 Rodríguez Andrade, 5 Varela, 6 Leopardi, 7 Abbadie, 8 Hohberg, 9 Míguez, 10 Schiaffino, 11 Borges, 12 Maceiras, 13 Davoine, 14 Tejera, 15 Rivera, 16 Carballo, 17 Cruz, 18 Souto, 19 Ambrois, 20 Méndez, 21 Pérez, 22 Castro, CT: López Fontana
Coppa del Mondo FIFA 19621 Sosa, 2 Troche, 3 Em. Álvarez, 4 Méndez, 5 Gonçalves, 6 P. Cubilla, 7 Pérez, 8 Cortés, 9 Sacía, 10 Rocha, 11 L. Cubilla, 12 Maidana, 13 Martínez, 14 Soria, 15 E. González, 16 R. González, 17 El. Álvarez, 18 Langón, 19 Bergara, 20 Silva, 21 Cabrera, 22 Escalada, CT: Corazzo
Coppa del Mondo FIFA 19661 Mazurkiewicz, 2 Troche, 3 Manicera, 4 Forlán, 5 Gonçalves, 6 Caetano, 7 Cortés, 8 Urruzmendi, 9 Sacía, 10 Rocha, 11 Pérez, 12 Sosa, 13 Díaz, 14 Em. Álvarez, 15 Ubiña, 16 El. Álvarez, 17 Salvá, 18 M. Viera, 19 Silva, 20 Ramos, 21 Espárrago, 22 Taibo, CT: O. Viera
Coppa del Mondo FIFA 19701 Mazurkiewicz, 2 Ancheta, 3 Matosas, 4 Ubiña, 5 Montero Castillo, 6 Mujica, 7 Cubilla, 8 Rocha, 9 Espárrago, 10 Maneiro, 11 Morales, 12 Santos, 13 Sandoval, 14 Cámera, 15 Fontes, 16 Caetano, 17 Bareño, 18 Gómez, 19 Zubía, 20 Cortés, 21 Losada, 22 Corbo, CT: Hohberg
Coppa del Mondo FIFA 19741 Mazurkiewicz, 2 Jáuregui, 3 Masnik, 4 Forlán, 5 Montero Castillo, 6 Pavoni, 7 Cubilla, 8 Espárrago, 9 Morena, 10 Rocha, 11 Corbo, 12 Santos, 13 De Simone, 14 Garisto, 15 González, 16 Cardaccio, 17 Jiménez, 18 Mantegazza, 19 Milar, 20 Silva, 21 Gómez, 22 Fernández, CT: Porta
Coppa del Mondo FIFA 19861 Rodríguez, 2 Gutiérrez, 3 Acevedo, 4 Diogo, 5 Bossio, 6 Batista, 7 Alzamendi, 8 Barrios, 9 da Silva, 10 Francescoli, 11 Santín, 12 Álvez, 13 Vega, 14 Pereyra, 15 Rivero, 16 Saralegui, 17 Zalazar, 18 Paz, 19 Ramos, 20 Aguilera, 21 Cabrera, 22 Otero, CT: Borrás
Coppa del Mondo FIFA 19901 Álvez, 2 Gutiérrez, 3 de León, 4 Herrera, 5 Perdomo, 6 Domínguez, 7 Alzamendi, 8 Ostolaza, 9 Francescoli, 10 Paz, 11 Sosa, 12 E. Pereira, 13 Revelez, 14 Saldanha, 15 Correa, 16 Bengoechea, 17 Martínez, 18 Aguilera, 19 Fonseca, 20 R. Pereira, 21 Castro, 22 Zeoli, CT: Tabárez
Coppa del Mondo FIFA 20021 Carini, 2 Méndez, 3 Lembo, 4 Montero, 5 García, 6 Rodríguez, 7 Guigou, 8 Varela, 9 Silva, 10 O'Neill, 11 Magallanes, 12 Munúa, 13 Abreu, 14 Sorondo, 15 Olivera, 16 Romero, 17 Regueiro, 18 Morales, 19 Bizera, 20 Recoba, 21 Forlán, 22 de los Santos, 23 Elduayen, CT: Púa
Coppa del Mondo FIFA 20101 Muslera, 2 Lugano, 3 Godín, 4 Fucile, 5 Gargano, 6 Victorino, 7 Cavani, 8 Eguren, 9 Suárez, 10 Forlán, 11 Á. Pereira, 12 Castillo, 13 Abreu, 14 Lodeiro, 15 Pérez, 16 M. Pereira, 17 Arévalo, 18 González, 19 Scotti, 20 Á. Fernández, 21 S. Fernández, 22 Cáceres, 23 Silva, CT: Tabárez
Coppa del Mondo FIFA 20141 Muslera, 2 Lugano, 3 Godín, 4 Fucile, 5 Gargano, 6 Á. Pereira, 7 Rodríguez, 8 Hernández, 9 Suárez, 10 Forlán, 11 Stuani, 12 Muñoz, 13 Giménez, 14 Lodeiro, 15 Pérez, 16 M. Pereira, 17 Arévalo, 18 Ramírez, 19 Coates, 20 González, 21 Cavani, 22 Cáceres, 23 Silva, CT: Tabárez
Coppa del Mondo FIFA 20181 Muslera, 2 Giménez, 3 Godín, 4 Varela, 5 Sánchez, 6 Bentancur, 7 Rodríguez, 8 Nández, 9 Suárez, 10 De Arrascaeta, 11 Stuani, 12 Campaña, 13 G. Silva, 14 Torreira, 15 Vecino, 16 Pereira, 17 Laxalt, 18 Gómez, 19 Coates, 20 Urretaviscaya, 21 Cavani, 22 Cáceres, 23 M. Silva, CT: Tabárez
Coppa del Mondo FIFA 20221 Muslera, 2 Giménez, 3 Godín, 4 Araújo, 5 Vecino, 6 Bentancur, 7 De La Cruz, 8 Pellistri, 9 Suárez, 10 De Arrascaeta, 11 Núñez, 12 Sosa, 13 Varela, 14 Torreira, 15 Valverde, 16 Olivera, 17 Viña, 18 Gómez, 19 Coates, 20 Torres, 21 Cavani, 22 Cáceres, 23 Rochet, 24 Canobbio, 25 Ugarte, 26 Rodríguez, CT: Alonso

### Campeonato Sudamericano de Football/Copa América
Campeonato Sudamericano 1916P Saporiti, D Benincasa, D Castellino, D Foglino, D Urdinarán, D Varela, C Delgado, C Pacheco, C Vanzzino, C Zibechi, A Brachi, A Dacal, A Gradín, A Marán, A Pérez, A Piendibene, A Romano, A Somma, A Tognola, CT: Foglino e Pacheco
Campeonato Sudamericano 1917P Balmelli, P Marquez Castro, P Saporiti, D J. Benincasa, D M. Benincasa, D Foglino, D Urdinarán, D Varela, C Couture, C Montes, C Pacheco, C Porte, C Rodríguez, C Vanzzino, C Zibechi, A Garrido, A Gradín, A Marán, A Mongelar, A Pérez, A Piendibene, A Romano, A C. Scarone, A H. Scarone, A Somma, A Tognola, A Villar, CT: Platero
Campeonato Sudamericano 1919P Chery, P Saporiti, D Benincasa, D Foglino, D Varela, C Delgado, C Medina, C Naguil, C Vanzzino, C Zibechi, A Gradín, A Marán, A J. Pérez, A O. Pérez, A Romano, A C. Scarone, A H. Scarone, A Somma, CT: Castillo
Campeonato Sudamericano 1920P Beloutas, P Legnazzi, D Foglino, D Tejera, D Urdinarán, C Marroche, C Ravera, C Ruotta, C Al. Zibechi, C Ar. Zibechi, A Campolo, A Pérez, A Piendibene, A Romano, A Scarone, A Somma, A Villar, CT: Fígoli
Campeonato Sudamericano 1921P Beloutas, P Casella, D Benincasa, D Foglino, C Broncini, C Marroche, C Molinari, C Zibechi, A Campolo, A Casanello, A Pérez, A Piendibene, A Romano, A Somma, A Villazú, ? Lietti, ? Ruibal, CT: Fígoli
Campeonato Sudamericano 1922P Batignani, P Beloutas, D Nogués, D Tejera, D Urdinarán, C Aguirre, C Broncini, C Vanzzino, C Vidal, C Zibechi, A Buffoni, A Casanello, A Heguy, A Marán, A Otero, A Romano, A Somma, CT: Olivieri
Campeonato Sudamericano 1923P Casella, P Mazali, D Nasazzi, D Uriarte, C Andrade, C Ghierra, C Tomassina, C Vidal, C Zingone, A Cea, A Etchegoyen, A Pérez, A Petrone, A Romano, A Scarone, A Somma, A Urdinarán, CT: De Lucca
Campeonato Sudamericano 1924P Casella, P Mazali, D Arispe, D Bucetta, D Nasazzi, D Uriarte, C Alzugaray, C Andrade, C Ghierra, C Vidal, C Zibechi, C Zingone, A Barlocco, A Cea, A Petrone, A Romano, A Saldombide, A Scarone, A Urdinarán, CT: Meliante
Campeonato Sudamericano 1926P Batignani, P Mazali, D Nasazzi, D Recoba, D Tejera, C Andrade, C Cabrera, C Fernández, C Ghierra, C Lobos, C Vanzzino, A Borjas, A Castro, A Conti, A Romano, A Saldombide, A Scarone, A Urdinarán, CT: Meliante
Campeonato Sudamericano 1927P Capuccini, P Mazali, D Bucetta, D Canavesi, D Tejera, C Andrade, C Anselmo, C Bartibás, C Fernández, C Vanzzino, A Arremón, A Castro, A Celsi, A Figueroa, A Petrone, A Sacco, A Scarone, CT: Grecco
Campeonato Sudamericano 1929P García, P Mazali, D Arispe, D Bucetta, D Mascheroni, D Nasazzi, C Andrade, C Fernández, C Gestido, C Magallanes, C Píriz, C Silva, A Arremón, A Campolo, A Castro, A Cea, A Figueroa, A Petrone, A Scarone, CT: Suppici
Campeonato Sudamericano 1935P Ballestrero, P Macchiavello, D Muñiz, D Nasazzi, D Olivera, C Andreolo, C Denis, C L. Fernández, C Pérez, C Zunino, A Anselmo, A B. Castro, A H. Castro, A Ciocca, A E. Fernández, A Häberli, A Píriz, A Taboada, CT: Blanco
Campeonato Sudamericano 1937P Ballestrero, P Besuzzo, D Cadilla, D Múñiz, D Prado, D Seoane, C Andriolo, C Carreras, C Chanes, C Galvalisi, C Martínez, C Olivera, A Borges, A Camaití, A Castro, A Chirimini, A Ithurbide, A Píriz, A Roselli, A Varela, A Villadóniga, CT: Suppici
Campeonato Sudamericano 1939P Granero, P Paz, D Mascheroni, D Sanguinetti, D Zaccour, C Galvalisi, C Reyes, C O. Varela, C Viana, C Zunino, A Camaití, A Ciocca, A Chirimini, A Fager, A Lago, A Porta, A Rodríguez, A S. Varela, CT: Suppici
Campeonato Sudamericano 1941P Carvidón, P Paz, D Cabrera, D Cadilla, D Gambetta, D Romero, C Delgado, C González, C Martínez, C Varela, A Álvarez, A Cruche, A Chirimini, A Magliano, A Medina, A Porta, A Riephoff, A Rivero, CT: Cea
Campeonato Sudamericano 1942P Paz, P Pereyra Nattero, D Arrascaeta, D Bermúdez, D Gambetta, D Muñiz, D Romero, C Galvalisi, C González, C Pérez Luz, C Rodríguez, C O. Varela, A Álvarez, A E. Castro, A L. Castro, A Ciocca, A Correa, A Chirimini, A Magliano, A Porta, A S. Varela, A Zapirain, ? Bas, CT: Cea
Campeonato Sudamericano 1945P Carvidón, P Máspoli, D Gambetta, D Pini, D Prado, D Tejera, C Colturi, C J. García, C Sarro, C Varela, C Viana, A Castro, A Falero, A A. García, A Ortiz, A Porta, A Riephoff, A Santiago, A Zapirain, CT: Nasazzi
Campeonato Sudamericano 1946P Máspoli, P Paz, D Lorenzo, D Pini, D Possamai, D Tejera, C Cajiga, C Durán, C García, C Mañay, C Prais, C Sabatel, C Varela, A Castro, A Gómez, A Medina, A Ortiz, A Riephoff, A Schiaffino, A Vázquez, A Volpi, A Zapirain, ? Vacca, CT: Tejada poi Vila Gomensoro
Campeonato Sudamericano 1947P Sabini, P Tulic, D Gadea, D Gambetta, D Lorenzo, D Riobó, D Tejera, D Terra, C Cajiga, C García, C Pérez Luz, C Rodríguez Andrade, C Romero, A Barreto, A Britos, A Chelle, A Falero, A Ferrés, A Magliano, A Puente, A Riephoff, A Sarro, A Stula, ? Lariccia, ? Young, CT: López Fontana
Campeonato Sudamericano 1949P Arizábalo, P La Paz, D Gadea, D González, C R. García, C S. García, C Villarreal, A Ayala, A Bentancour, A Castro, A J.M. García, A Martínez, A Moll, A Moreno, A Suárez, ? Avilés, ? Sosa, CT: Marcenaro
Campeonato Sudamericano 1953P Radiche, P P. Rodríguez, D Carballo, D González, D Martínez, D D. Rodríguez, C Cardozo, C Carranza, C Cruz, C Rivera, C H. Romero, C Souto, C Vanoli, A Balseiro, A Bentancor, A Méndez, A Morán, A Morel, A Peláez, A Puente, A Quiroga, A C. Romero, CT: López Fontana
Campeonato Sudamericano 1955P Máspoli, P Taibo, D Carballo, D M. González, D W. González, D Martínez, D Tejera, C Cruz, A Demarco, C Leopardi, C Rey, C Rodríguez Andrade, A Abbadie, A Abreo, A Borges, A Carranza, A Escalada, A Galván, A Míguez, A Morel, A Pérez, ? Chagas, CT: Corazzo
Campeonato Sudamericano 1956P Maceiras, P P. Rodríguez, D Brazionis, D Correa, D Martínez, C Fernández, C Leopardi, C Manghini, C Miramontes, C Ramos, C Rodríguez Andrade, A Ambrois, A Auscarriaga, A Borges, A Carranza, A Chávez, A Demarco, A Escalada, A Melgarejo, A Míguez, A Pírez, A F. Rodríguez, A Roque, CT: Bagnulo
Campeonato Sudamericano 1957P Bernardico, P Taibo, D Correa, D Marichal, D Santamaría, D Vilariño, C Castro, C R. Fernández, C Gonçalves, C González, C Lezcano, C Miramontes, A Ambrois, A Campero, A Carranza, A A. Fernández, A Méndez, A Pippo, A Roque, A Sacía, ? Percíncula, CT: López Fontana
Campeonato Sudamericano 1959 (Argentina)P Leiva, P Taibo, D Álvarez, D Davoine, D Martínez, D Mesías, D Rodríguez, C Castillo, C Demarco, C Fernández, C Gonçalves, C Miramontes, C Silveira, A Aguilera, A Benítez, A Borges, A Douksas, A Escalada, A Guaglianone, A Núñez, A Pérez, A Sacía, CT: Castro
Campeonato Sudamericano 1959 (Ecuador)P Dogliotti, P Sosa, D Dalmao, D Davoine, D Méndez, D Mesías, D Troche, C Gómez, C González, C Silveira, A Benítez, A Bergara, A Chávez, A Douksas, A Escalada, A Espalter, A Guaglianone, A Manghini, A Pérez, A Píriz, A Sacía, CT: Corazzo
Campeonato Sudamericano 1967P Bazzano, P Callero, P Mazurkiewicz, D Baeza, D Forlán, D Martínez, D Varela, C Caetano, C Cincunegui, C Ibáñez, C Montero Castillo, C Mujica, C Paz, C Rocha, C Techera, A Acuña, A Oyarbide, A Pérez, A Salvá, A Urruzmendi, A Vera, CT: Corazzo
Copa América 1975P Corbo, P Correa, D Acosta, D Chagas, D González, D Pereyra, D Peruena, D Zoryez, C Carrasco, C de los Santos, C Lorenzo, C Mier, C Rivero, C Unanue, A Forlán, A Morales, A Morena, A Ocampo, A Revetria, A Silva, CT: Schiaffino
Copa América 1979P Clavijo, P Rodríguez, D Cáceres, D de la Peña, D de León, D Diogo, D González, D Marcenaro, D Moreira, D Olivera, D Russo, C Agresta, C Bica, C Castillo, C Maneiro, C Paz, C Quintas, C Saralegui, C Unanue, C Vargas, C Zoryez, A Alonso, A Milar, A Ramos, A Victorino, CT: Máspoli
Copa América 1983P Acuña, P Fernández, P Rodríguez, P Sosa, D Acevedo, D Diogo, D Esnal, D González, D Gutiérrez, D Montelongo, D Olivera, D Rivero, D Vázquez, C Agresta, C Barrios, C Bossio, C de los Santos, C Ferrari, C Francescoli, C Luzardo, C Rabuñal, C Santelli, C Saralegui, A Acosta, A Aguilera, A Alzamendi, A Cabrera, A Morena, A Muhlethaler, A Ramos, A Villazán, CT: Borrás
Copa América 19871 Seré, 2 Díaz, 3 Gutiérrez, 4 Trasante, 5 Pintos Saldanha, 6 Peña, 7 Alzamendi, 8 Matosas, 9 Báez, 10 Francescoli, 11 Sosa, 12 Pereira, 13 Aguirregaray, 14 Domínguez, 15 Perdomo, 16 Bengoechea, 17 Cócaro, 18 Silvera, 19 Pelletti, 20 Dalto, 21 da Silva, 22 Tuja, CT: Fleitas
Copa América 19891 Zeoli, 2 Gutiérrez, 3 de León, 4 Herrera, 5 Perdomo, 6 Domínguez, 7 Alzamendi, 8 Correa, 9 Francescoli, 10 Paz, 11 Sosa, 12 Seré, 13 Revelez, 14 Pintos Saldanha, 15 Ostolaza, 16 Martínez, 17 Aguilera, 18 Pereira, 19 Da Silva, 20 Bengoechea, CT: Tabárez
Copa América 19911 Álvez, 2 Revelez, 3 Moas, 4 Sanguinetti, 5 Castro, 6 dos Santos, 7 Fracchia, 8 Morán, 9 Méndez, 10 López Báez, 11 López, 12 Rocco, 13 Borges, 14 Sánchez, 15 Pintos Saldanha, 16 W. Gutiérrez, 17 Rodríguez Peña, 18 Ferreyra, 19 Martínez, 20 Cedrés, 21 A. Gutiérrez, 22 Barbat, CT: Cubilla
Copa América 19931 Siboldi, 2 Sánchez, 3 Kanapkis, 4 Sanguinetti, 5 Ostolaza, 6 de los Santos, 7 Pelletti, 8 Morán, 9 Guerra, 10 Saralegui, 11 Paz, 12 Ferro, 13 Rodríguez Peña, 14 Moas, 15 Cabrera, 16 Gutiérrez, 17 Barrios, 18 da Silva, 19 O'Neill, 20 Herrera, 21 Francescoli, 22 Sosa, CT: Cubilla
Copa América 19951 Álvez, 2 Aguirregaray, 3 Moas, 4 Herrera, 5 Gutiérrez, 6 Adinolfi, 7 Otero, 8 Bengoechea, 9 Fonseca, 10 Francescoli, 11 Poyet, 12 Arbiza, 13 Da Silva, 14 Méndez, 15 Saralegui, 16 López, 17 Martínez, 18 Silva, 19 Abeijón, 20 Sosa, 21 Dorta, 22 Ferro, CT: Núñez
Copa América 19971 Siboldi, 2 Rodríguez Peña, 3 Moas, 4 Ramos, 5 de los Santos, 6 Gómez, 7 Abeijón, 8 Saralegui, 9 L. Romero, 10 Recoba, 11 Delgado, 12 Romay, 14 M. Romero, 15 Silva, 16 Lujambio, 17 Martínez, 18 Da Silva, 19 Silvera, 20 Fleurquín, 21 Hernández, 22 Abreu, CT: Ahuntchaín
Copa América 19991 Carini, 2 López, 3 Picún, 4 Pilipauskas, 5 Fleurquín, 6 Guigou, 7 Coelho, 8 Vespa, 9 Zalayeta, 10 Magallanes, 11 Álvez, 12 Núñez, 13 Podestá, 14 Lembo, 15 Pumar, 16 Romero, 17 Del Campo, 18 García, 19 Alonso, 20 Callejas, 21 Pacheco, 22 Bergara, CT: Púa
Copa América 20011 Munúa, 2 Bizera, 3 Sorondo, 4 Díaz, 5 D. Pérez, 6 Lima, 7 Callejas, 8 Martínez, 9 Lemos, 10 Olivera, 11 Guglielmone, 12 Berbia, 13 Gutiérrez, 14 Curbelo, 15 C. Morales, 16 Anchén, 17 Rodríguez, 18 Estoyanoff, 19 Chevantón, 20 R. Morales, 21 Eguren, 22 Dadomo, CT: Passarella
Copa América 20041 Carini (Viera), 2 Bizera, 3 D. Rodríguez, 4 Montero, 5 Sosa, 6 Lago, 7 Varela, 8 Pouso, 9 Silva, 10 Parodi, 11 C. Rodríguez, 12 Barbat, 13 Estoyanoff, 14 G. Rodríguez, 15 Pérez, 16 Delgado, 17 Diogo, 18 Morales, 19 Martínez, 20 Bueno, 21 Forlán, 22 Sánchez, CT: Fossati
Copa América 20071 Carini, 2 Lugano, 3 Godín, 4 Fucile, 5 García, 6 D. Rodríguez, 7 C. Rodríguez, 8 Gargano, 9 Vargas, 10 Recoba, 11 Estoyanoff, 12 Castillo, 13 Abreu, 14 Diogo, 15 Pérez, 16 Pereira, 17 Valdez, 18 Canobbio, 19 Scotti, 20 González, 21 Forlán, 22 Sánchez, CT: Tabárez
Copa América 20111 Muslera, 2 Lugano, 3 Godín, 4 Coates, 5 Gargano, 6 Victorino, 7 Rodríguez, 8 Eguren, 9 Suárez, 10 Forlán, 11 Á. Pereira, 12 Castillo, 13 Abreu, 14 Lodeiro, 15 Pérez, 16 M. Pereira, 17 Arévalo, 18 Hernández, 19 Scotti, 20 González, 21 Cavani, 22 Cáceres, 23 Silva, CT: Tabárez
Copa América 20151 Muslera, 2 Giménez, 3 Godín, 4 Fucile, 5 Sánchez, 6 Á. Pereira, 7 Rodríguez, 8 Hernández, 9 Rolán, 10 De Arrascaeta, 11 Stuani, 12 Muñoz, 13 G. Silva, 14 Lodeiro, 15 G. Pereira, 16 M. Pereira, 17 Arévalo, 18 Corujo, 19 Coates, 20 González, 21 Cavani, 22 Rodríguez, 23 M. Silva, CT: Tabárez
Copa América Centenario1 Muslera, 2 Giménez, 3 Godín, 4 Fucile, 5 Sánchez, 6 Á. Pereira, 7 Laxalt, 8 Hernández, 9 Suárez, 10 Ramírez, 11 Stuani, 12 Campaña, 13 Victorino, 14 Lodeiro, 15 Vecino, 16 M. Pereira, 17 Arévalo, 18 Corujo, 19 G. Silva, 20 González, 21 Cavani, 22 Rolán, 23 M. Silva, CT: Tabárez
Copa América 20191 Muslera, 2 Giménez, 3 Godín, 4 González, 5 Vecino, 6 Bentancur, 7 Lodeiro, 8 Nández, 9 Suárez, 10 De Arrascaeta, 11 Stuani, 12 Campaña, 13 Saracchi, 14 Torreira, 15 Valverde, 16 Pereiro, 17 Laxalt, 18 Gómez, 19 Coates, 20 Rodríguez, 21 Cavani, 22 Cáceres, 23 Silva, CT: Tabárez
Copa América 20211 Muslera, 2 Giménez, 3 Godín, 4 Araújo, 5 Vecino, 6 Bentancur, 7 De La Cruz, 8 Nández, 9 Suárez, 10 De Arrascaeta, 11 Cándido, 12 Campaña, 13 González, 14 Torreira, 15 Valverde, 16 B. Rodríguez, 17 Viña, 18 Gómez, 19 Coates, 20 J. Rodríguez, 21 Cavani, 22 Cáceres, 23 Rochet, 24 Gorriarán, 25 Torres, 26 Ocampo, CT: Tabárez
Copa América 20241 Rochet, 2 Giménez, 3 S. Cáceres, 4 R. Araújo, 5 Ugarte, 6 Bentancur, 7 De La Cruz, 8 Nández, 9 Suárez, 10 De Arrascaeta, 11 Pellistri, 12 Israel, 13 Varela, 14 Canobbio, 15 Valverde, 16 Olivera, 17 Viña, 18 B. Rodríguez, 19 Núñez, 20 M. Araújo, 21 E. Martínez, 22 Marichal, 23 Mele, 24 Olaza, 25 Olivera, 26 Ocampo, CT: Bielsa

### Confederations Cup
FIFA Confederations Cup 19971 Nicola, 2 López, 3 Montero, 4 Méndez, 5 de los Santos, 6 Adinolfi, 7 García, 8 Vespa, 9 Zalayeta, 10 Olivera, 11 Silva, 12 Flores, 13 Hernández, 14 Callejas, 15 Díaz, 16 Pellegrín, 17 Coelho, 18 Rivas, 19 Pacheco, 20 Recoba, CT: Púa
FIFA Confederations Cup 20131 Muslera, 2 Lugano, 3 Godín, 4 Coates, 5 Gargano, 6 Á. Pereira, 7 Rodríguez, 8 Eguren, 9 Suárez, 10 Forlán, 11 Hernández, 12 Castillo, 13 Aguirregaray, 14 Lodeiro, 15 Pérez, 16 M. Pereira, 17 Arévalo, 18 Ramírez, 19 Scotti, 20 González, 21 Cavani, 22 Cáceres, 23 Silva, CT: Tabárez

### Giochi olimpici
Calcio ai Giochi Olimpici Estivi 1924P Casella, P Mazali, D Arispe, D Nasazzi, D Tomassina, C Andrade, C Ghierra, C Vidal, C Zibecchi, C Zingone, A Cea, A Etchegoyen, A Naya, A Petrone, A Romano, A Saldombide, A Scarone, A Urdinarán, CT: Fígoli
Calcio ai Giochi Olimpici Estivi 1928P Batignani, P Mazali, D Arispe, D Canavesi, D Nasazzi, D Tejera, C Andrade, C Bartibás, C Fernández, C Gestido, C Melogno, C Píriz, A Anselmo, A Arremón, A Borjas, A Campolo, A Castro, A Cea, A Figueroa, A Petrone, A Scarone, A Urdinarán, CT: Giannotti
NOTA: per le informazioni sulle rose successive al 1948 visionare la pagina della Nazionale olimpica.

### Mundialito
Mundialito 19801 Rodríguez, 2 Olivera, 3 de León, 4 Moreira, 5 Krasouski, 6 Martínez, 7 Ramos, 8 de la Peña, 9 Victorino, 10 Paz, 11 Morales, 12 Álvez, 13 Siviero, 14 Marcenaro, 15 Diogo, 16 Luzardo, 17 Barrios, 18 Vargas, CT: Máspoli